# 13. April
Der 13. April ist der 103. Tag des gregorianischen Kalenders (der 104. in Schaltjahren), somit bleiben noch 262 Tage bis zum Jahresende.

## Ereignisse

### Politik und Weltgeschehen
- 1479 v. Chr.: Nach dem Tod von Thutmosis II. aus der 18. Dynastie wird sein dreijähriger Sohn Thutmosis III. am 4. Pachon des Ägyptischen Kalenders zum Pharao des Alten Ägypten gekrönt. Seine Stiefmutter und Tante Hatschepsut übernimmt für ihn die Regentschaft.
- 344: Höhepunkt einer Christenverfolgung im Sassanidenreich: An diesem Karfreitag werden bis zu 1000 Personen hingerichtet, darunter Simon bar Sabbae.
- 1111: Der in Geiselhaft befindliche Papst Paschalis II. krönt Heinrich V. auf Basis des unter Zwang geschlossenen Vertrags von Ponte Mammolo in Rom zum Kaiser des Heiligen Römischen Reichs.
- 1180: Kaiser Friedrich I. verteilt beim Hoftag in Gelnhausen die Besitzungen des geächteten Heinrich des Löwen. Das Herzogtum Westfalen-Engern geht an den Kölner Erzbischof Philipp von Heinsberg, den östlichen Teil erhält der Askanier Bernhard III. von Sachsen.

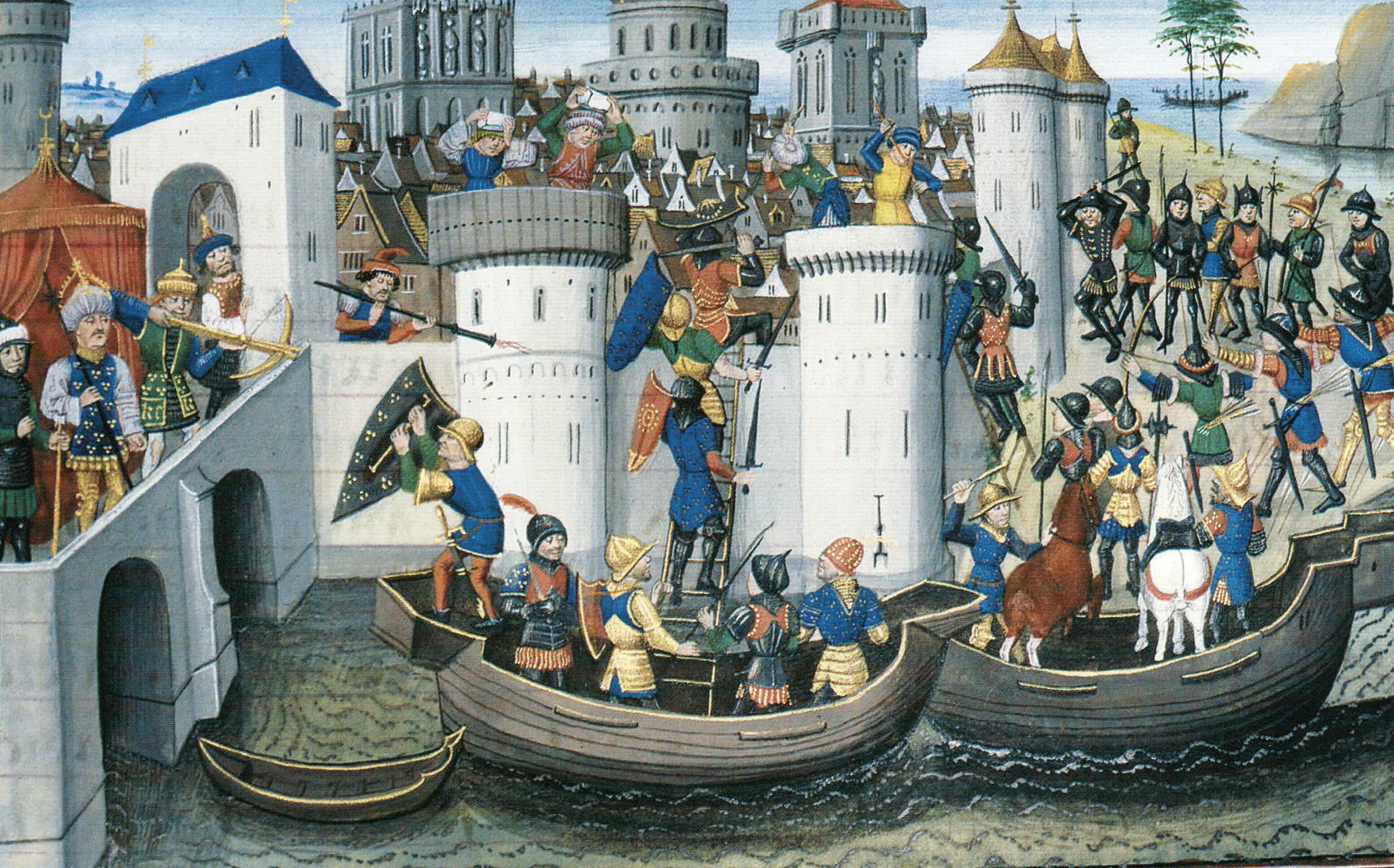
1204: Eroberung Konstantinopels

- 1204: Nach der Flucht von Kaiser Alexios V. erobern christliche Kreuzfahrer während des Vierten Kreuzzugs die byzantinische Residenzstadt Konstantinopel und töten bei der folgenden Plünderung und Brandschatzung etwa 2000 Einwohner.
- 1436: Truppen unter Befehl des früheren Gouverneurs Jean de Villiers de L’Isle-Adam dringen in der Zeit des Hundertjährigen Kriegs in das von Engländern besetzte Paris ein und vertreiben die Gegner aus der Stadt.
- 1598: Der französische König Heinrich IV. unterzeichnet das Edikt von Nantes. Er gewährt den Hugenotten im katholischen Frankreich nach 36-jährigen Auseinandersetzungen die freie Religionsausübung und beendet damit die Hugenottenkriege.

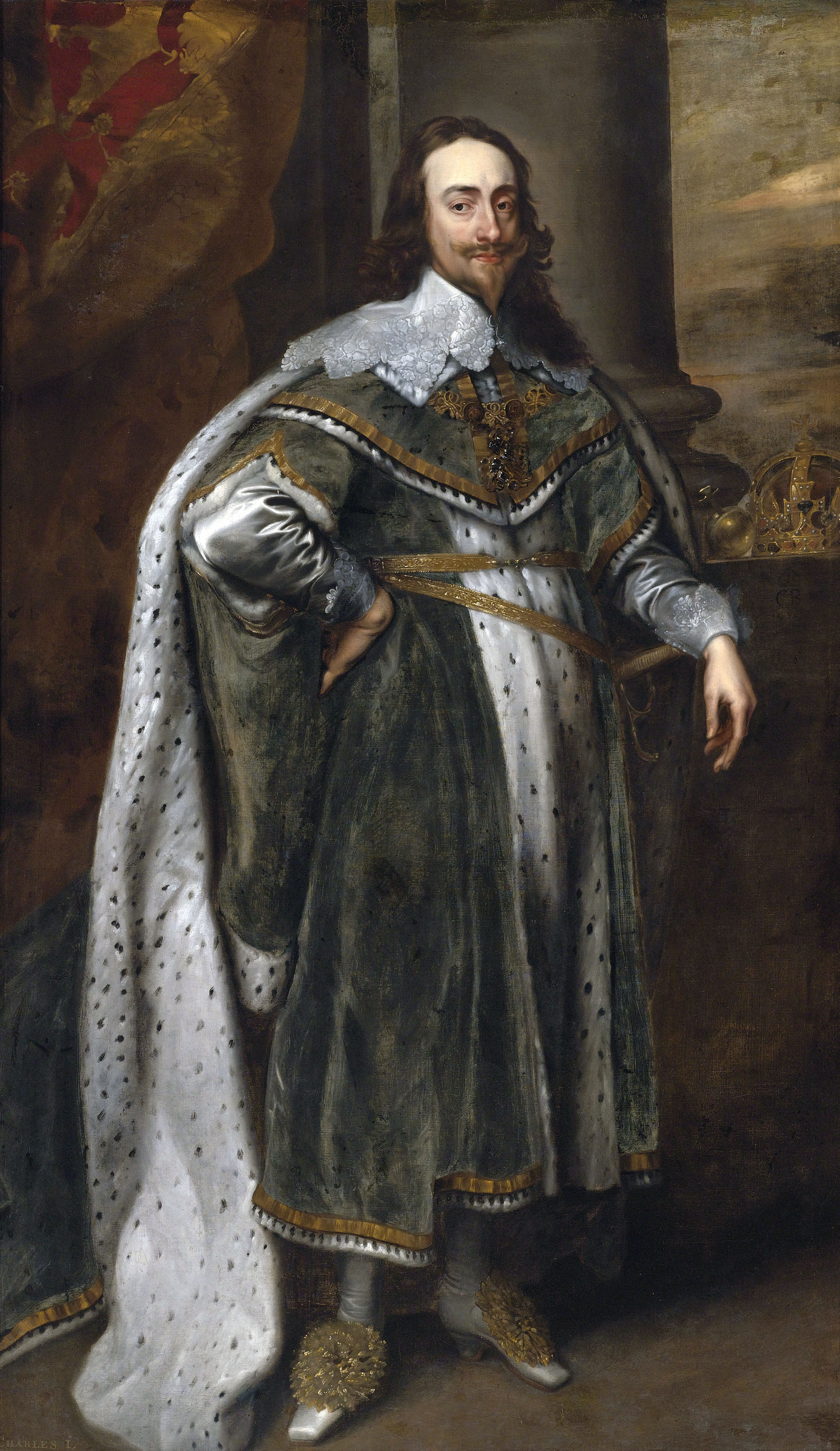
1640: Karl I.

- 1640: Weil er Subsidien für einen geplanten Krieg gegen Schottland benötigt, beruft König Karl I. von England nach elf Jahren zum ersten Mal das Parlament ein. Nur drei Wochen später wird er es wieder entlassen, weil es seinen Forderungen nicht nachkommt. Es geht als Kurzes Parlament in die Geschichte ein.

1759: Schlacht bei Bergen

- 1759: In der Schlacht bei Bergen nahe Frankfurt am Main versuchen preußische Truppen im Siebenjährigen Krieg dreimal vergebens, von Victor-François de Broglie befehligte französische Stellungen zu erobern. Herzog Ferdinand von Braunschweig bricht den Angriff schließlich ab.
- 1796: In der Schlacht bei Millesimo siegen die französischen Truppen während des napoleonischen Italienfeldzugs über eine piemontesische Armee, die den Zugang zu ihrem Land schützen will.
- 1829: Der vom britischen Parlament am 24. März beschlossene Catholic Relief Act erhält die formelle königliche Einwilligung. Das Gesetz gewährt den Katholiken im Vereinigten Königreich die freie Religionsausübung. Damit werden unter anderem die Testakte von 1673 aufgehoben und der Suprematseid abgeschafft, womit die Katholikenemanzipation ihren Abschluss erreicht.

1848: Route des Heckerzuges

- 1848: Unter der Führung von Friedrich Hecker, Franz Sigel und Gustav Struve machen sich badische Revolutionäre gegen den Widerstand von Bürgermeister Karl Hüetlin von Konstanz aus auf den Weg nach Karlsruhe. Der Heckerzug hat das Ziel, sich unterwegs mit Einheiten unter Georg Herwegh zu vereinen, um dann die Ideen der Märzrevolution in Baden durchzusetzen.
- 1861: Nach einer eintägigen Belagerung im Sezessionskrieg übergibt Kommandant Robert Anderson Fort Sumter den Konföderationstruppen unter Pierre Gustave Toutant Beauregard. Der Angriff auf Fort Sumter hat weder Tote noch Verletzte gefordert.

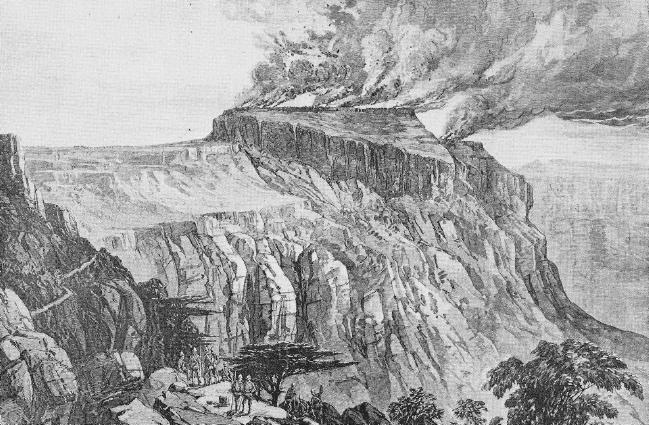
1868: Das brennende Magdala

- 1868: In der entscheidenden Schlacht um Magdala der Britischen Strafexpedition in Äthiopien besiegen britische Truppen unter Robert Napier und Frederic Thesiger die Äthiopier unter Negus Theodor II. vernichtend. Die Stadt Mek’ele wird niedergebrannt.
- 1873: In Colfax im US-Bundesstaat Louisiana brechen Rassenunruhen aus. Beim Colfax-Massaker kommen mindestens 62 Menschen ums Leben.
- 1876: Das Osmanische Reich erklärt seinen Staatsbankrott. Der finanzielle Ruin hat sich bereits ein halbes Jahr zuvor abgezeichnet, als am 6. Oktober 1875 die Zinszahlungen für seine Auslandsschulden auf die Hälfte herabgesetzt worden sind.

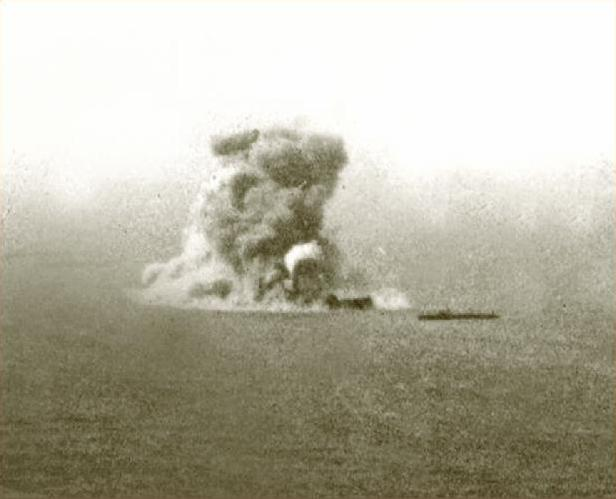
1904: Die Explosion der Petropawlowsk

- 1904: Das Flaggschiff der russischen Pazifikflotte, die Petropawlowsk, läuft während des Russisch-Japanischen Krieges auf eine japanische Mine und sinkt. Dabei sterben unter anderem der kommandierende Admiral Stepan Ossipowitsch Makarow sowie der bekannte Schlachtenmaler Wassili Wereschtschagin. Zu den wenigen Überlebenden gehört Großfürst Kyrill Wladimirowitsch Romanow.
- 1909: Reaktionäre Kräfte unternehmen in Konstantinopel mit Unterstützung von Sultan Abdülhamid II. einen Putschversuch gegen die jungtürkische Regierung im Osmanischen Reich. Von ihr eingesetzte Truppen unter dem Befehl von Ismail Enver und Cemal Pascha bringen in den Folgetagen das Umsturzvorhaben der Sultanstreuen zum Scheitern.
- 1912: Auf Grund einer königlichen Anordnung gründet das britische Militär das Royal Flying Corps (RFC), aus dem sich 1918 die Royal Air Force entwickelt.

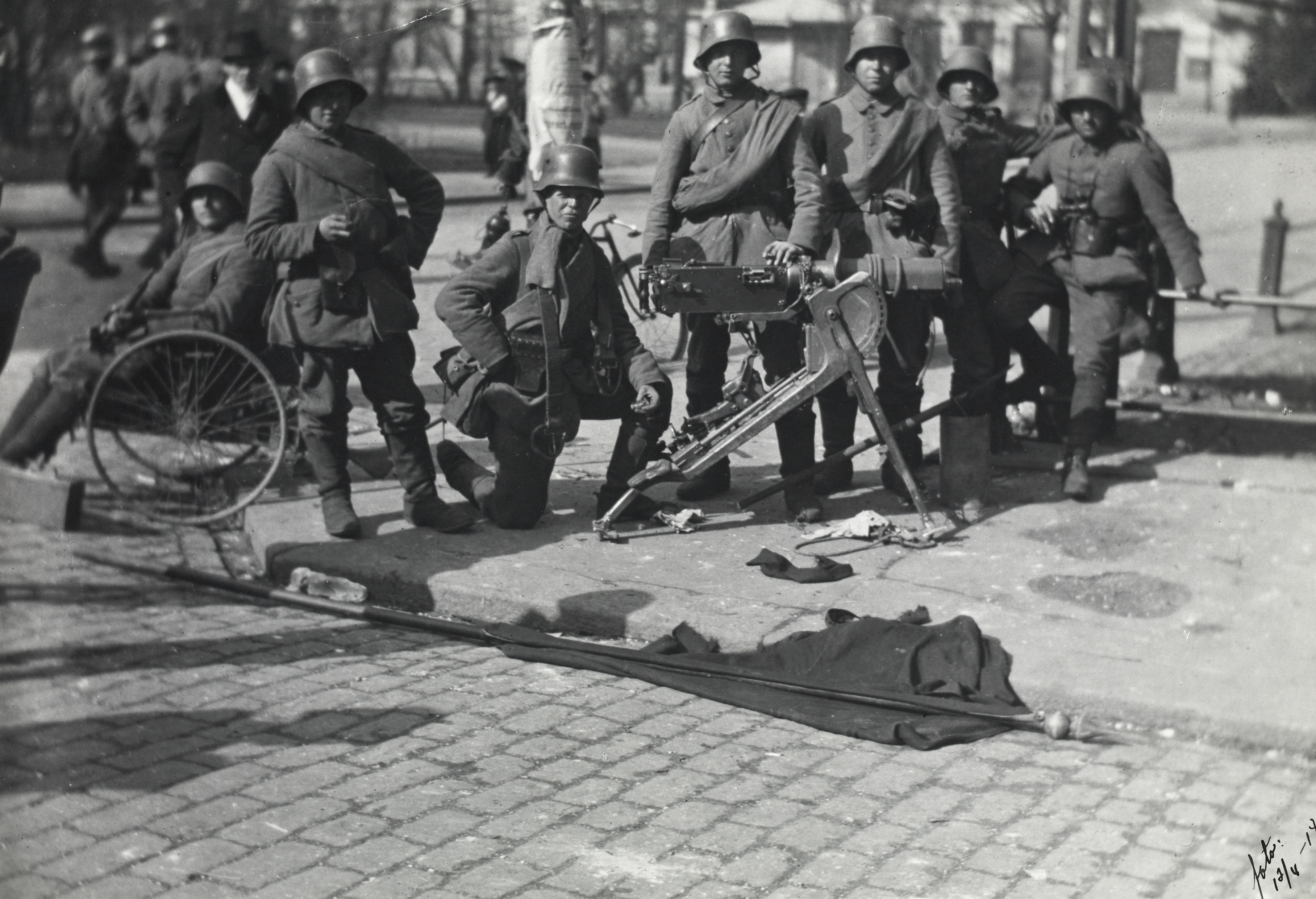
1918: Deutsche Soldaten in Helsinki nach der Eroberung der Stadt

- 1918: Die mit den finnischen Weißgardisten verbündeten deutschen Truppen unter General Rüdiger von der Goltz erobern im Finnischen Bürgerkrieg nach zweitägigen Straßenkämpfen Helsinki.
- 1919: Britische Soldaten eröffnen in Amritsar, Punjab, Indien, das Feuer auf eine Menge unbewaffneter Demonstranten. Nach offiziellen Angaben werden beim Massaker von Amritsar etwa 400 Zivilisten getötet und über 1000 verwundet.
- 1919: Nachdem in Braunschweig der Generalstreik ausgerufen worden ist, verhängt die Reichsregierung den Belagerungszustand über den Freistaat.

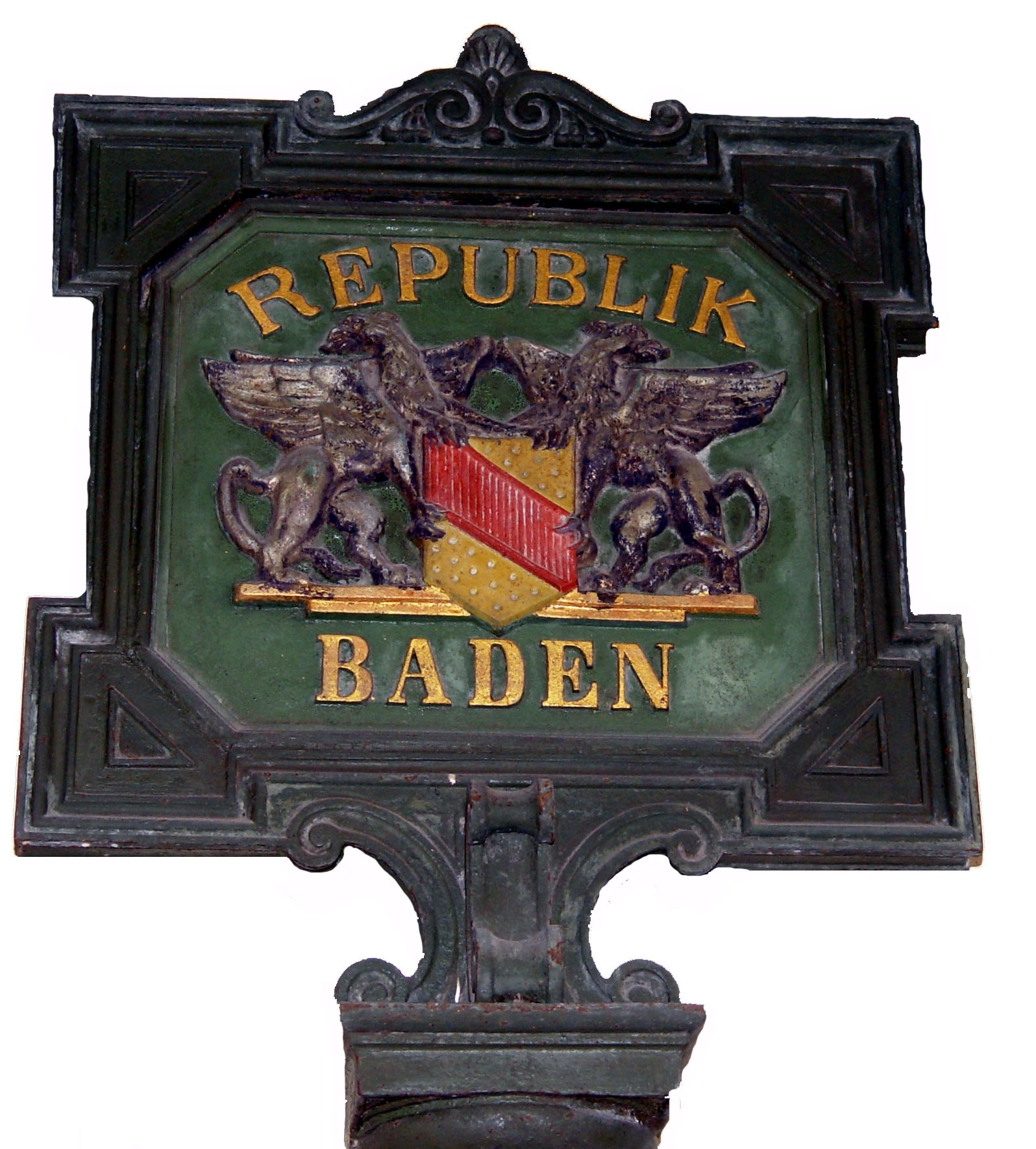
1919: Republik Baden

- 1919: Der Freistaat Baden hält den ersten Volksentscheid in Deutschland ab, bei dem die am 21. März vom Landtag beschlossene neue badische Verfassung mit großer Mehrheit angenommen wird.
- 1919: München: Der Palmsonntagsputsch der Republikanischen Schutztruppe gegen die Münchner Räterepublik scheitert am Widerstand der Rotgardisten unter dem Kommando von Rudolf Egelhofer. Die Feuergefechte am Münchner Hauptbahnhof fordern 21 Todesopfer.
- 1932: Der deutsche Innen- und Wehrminister Wilhelm Groener verfügt mit Rückendeckung von Reichskanzler Heinrich Brüning ein Verbot der nationalsozialistischen Organisationen SA und SS. Das kostet den Kanzler Sympathien beim Reichspräsidenten Paul von Hindenburg und wird im Juni von der Regierung Franz von Papen wieder aufgehoben.
- 1940: Am Jahrestag des Massakers von Amritsar ermordet der Sikh Udham Singh, der Augenzeuge des Geschehens war, den ehemaligen Gouverneur des Punjab, Michael O’Dwyer.
- 1941: Japan und die UdSSR schließen den Japanisch-Sowjetischen Neutralitätspakt, der zudem einen Nichtangriffspakt beinhaltet.
- 1943: Der Großdeutsche Rundfunk meldet, dass in Katyn bei Smolensk Massengräber mit polnischen Offizieren aufgefunden worden sind. In der Folgezeit streitet die Sowjetunion jahrzehntelang eine Verwicklung in das Massaker von Katyn ab.

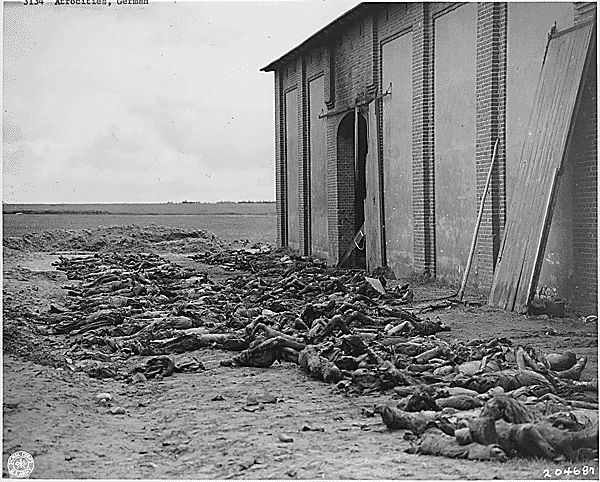
1945: Opfer des Massakers

- 1945: In der Nähe der Stadt Gardelegen gelegenen Isenschnibber Feldscheune ermorden KZ-Wachmannschaften, Luftwaffensoldaten, Angehörige des Reichsarbeitsdienstes und KZ-Kapos über 1000 KZ-Häftlinge in den letzten Tagen des Zweiten Weltkriegs.
- 1945: Die sowjetischen Truppen gewinnen in den letzten Tagen des Zweiten Weltkriegs die Schlacht um Wien im Bereich des Stadtgebietes.
- 1946: In Frankreich wird das von Marthe Richard initiierte und nach ihr benannte Gesetz verabschiedet, das zum Schließen aller Bordelle im Land führt

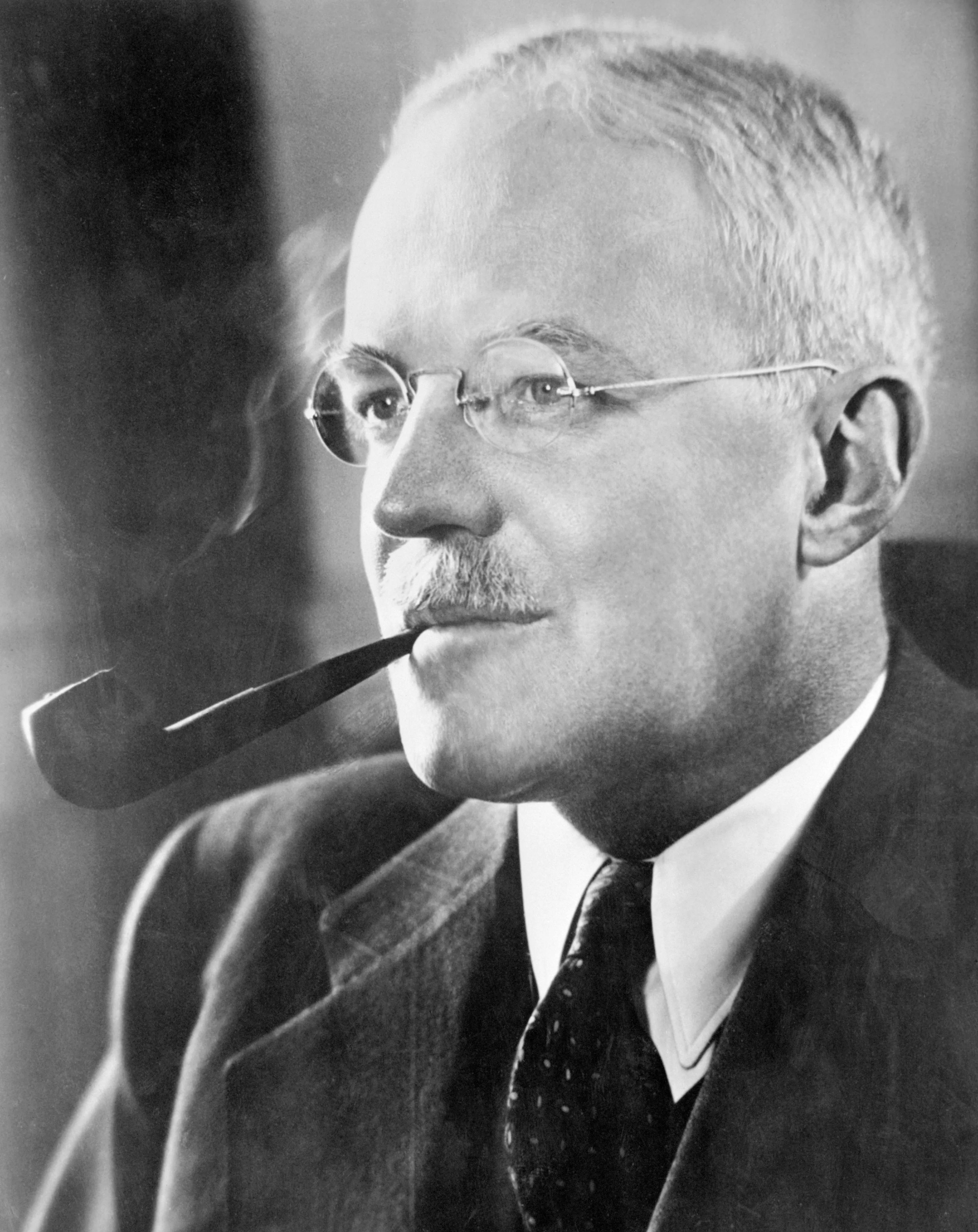
1953: Allen W. Dulles

- 1953: CIA-Direktor Allen Welsh Dulles befiehlt den Start des geheimen Projekts MKULTRA zur Bewusstseinskontrolle, das auch Menschenversuche einschließt. Es löst damit die unter Mithilfe ehemaliger Nationalsozialisten durchgeführte Operation Artischocke ab.
- 1975: Beginn des Libanesischen Bürgergriegs.
- 1978: Das deutsche Bundesverfassungsgericht erklärt die Novelle zum Wehrpflichtgesetz, mit der die Gewissensprüfung für Kriegsdienstverweigerer abgeschafft worden ist, für verfassungswidrig.
- 1983: Das Bundesverfassungsgericht stoppt mit einer einstweiligen Verfügung die geplante Volkszählung in der Bundesrepublik Deutschland bis zum endgültigen Urteil. Das Volkszählungsurteil ergeht am 15. Dezember.

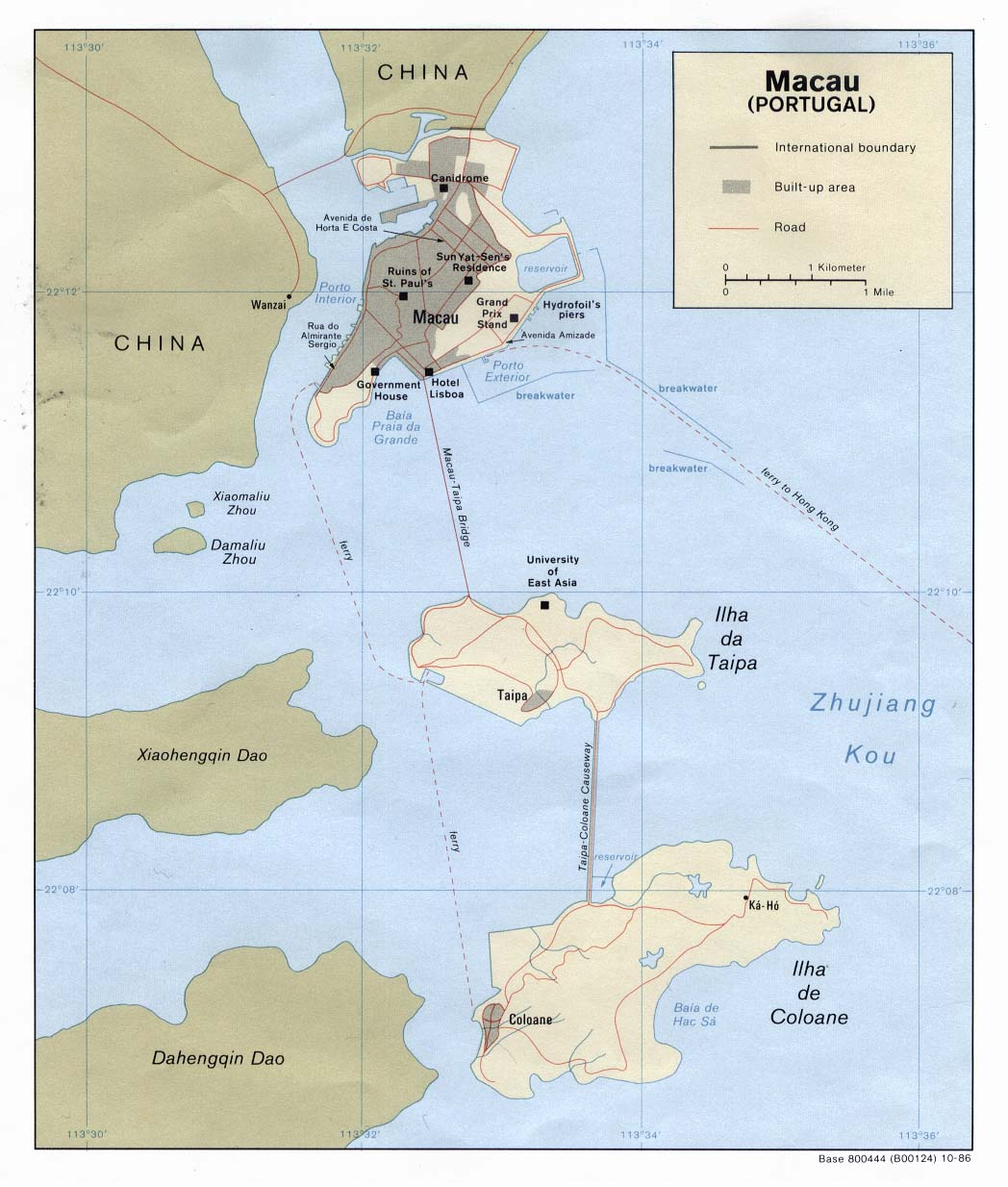
1987: Karte von Macau

- 1987: Portugal und die Volksrepublik China beschließen ein Abkommen über die Rückgabe von Macau am 20. Dezember 1999. Dabei wird auch das Prinzip „Ein Land, zwei Systeme“ für weitere 50 Jahre vereinbart.
- 1990: Die Sowjetunion gibt das Massaker von Katyn zu. Präsident Michail Sergejewitsch Gorbatschow bestätigt eine Tötungsentscheidung der sowjetischen Führung unter Josef Stalin.

### Wirtschaft
- 1889: Der Hörder Bergwerks- und Hütten-Verein gründet den Munitionshersteller Rheinmetall.

### Wissenschaft und Technik
- 1231: Papst Gregor IX. setzt in seiner Bulle Parens scientiarum neue Regeln für die Pariser Universität Sorbonne fest, die eine Stärkung ihrer Selbstverwaltung bringen.

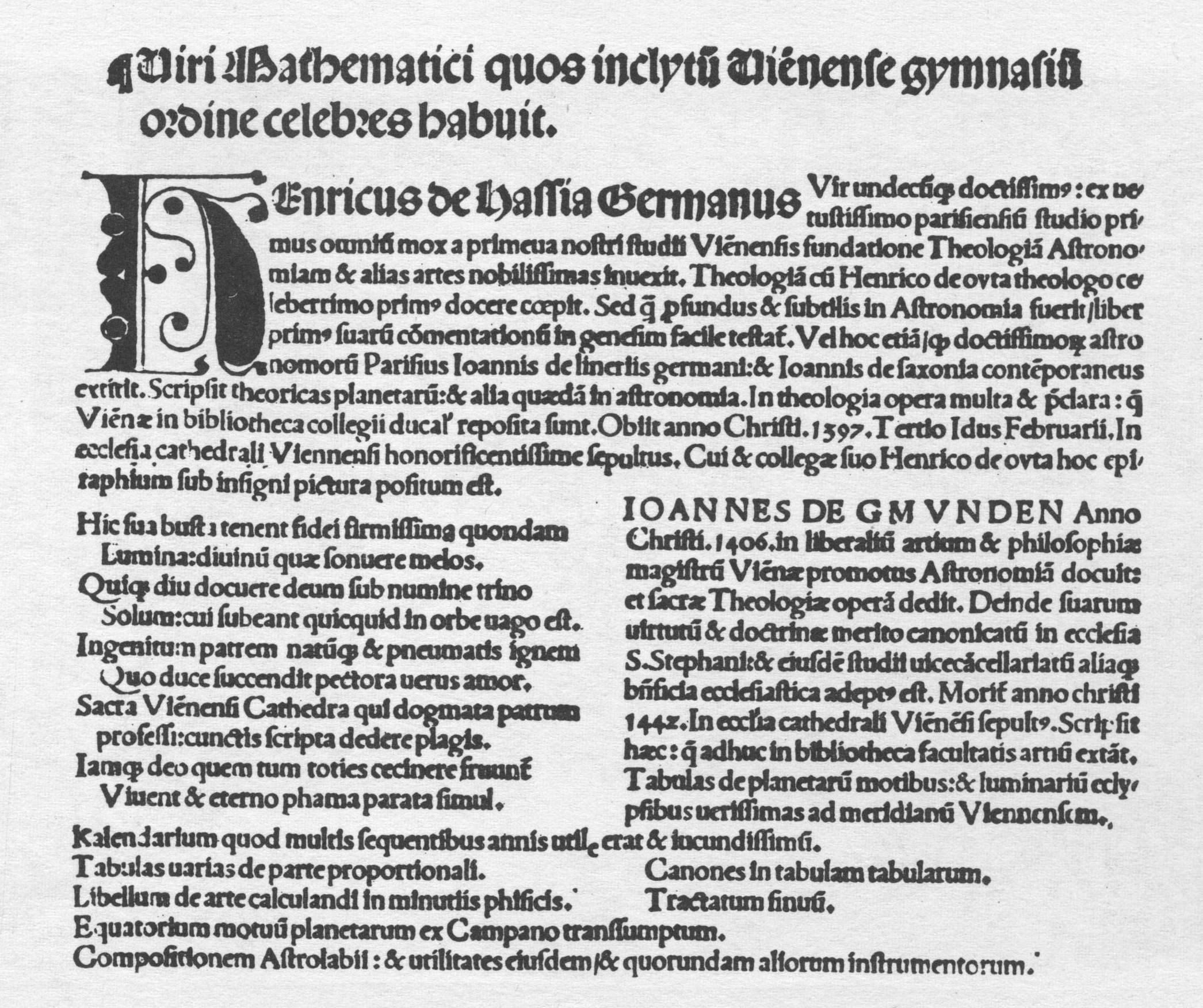
Obere Hälfte der ersten Seite der Viri Mathematici

- 1514: Georg Tannstetter veröffentlicht das Werk Viri Mathematici quos inclytum Viennense gymnasium ordine celebres habuit. In diesem frühen Ansatz der Wissenschaftsgeschichte werden die bis zu diesem Zeitpunkt in Wien tätigen Astronomen und Mathematiker ausführlich dargestellt.
- 1870: In New York City wird das Metropolitan Museum of Art gegründet.

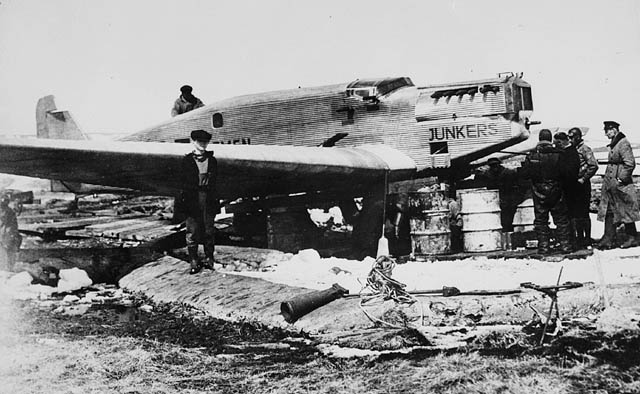
1928: Die Bremen auf Greenly Island

- 1928: Den Deutschen Hermann Köhl und Ehrenfried Günther Freiherr von Hünefeld sowie dem irischen Kopiloten James Fitzmaurice gelingt der erste Atlantikflug von Ost nach West. 36 Stunden nach ihrem Start im irischen Baldonnel landen sie mit ihrer Junkers W 33 Bremen auf der kanadischen Insel Île Greenly.
- 1956: Der Physiknobelpreisträger Erwin Schrödinger hält nach jahrelangem Exil in Dublin seine Antrittsrede als Professor an der Universität Wien.
- 1960: Von Cape Canaveral aus wird der Satellit Transit 1B gestartet, der Teil des ersten weltweiten Satellitennavigationssystems wird. Es dient zunächst militärischen Zwecken.

- 1970: Ein Sauerstofftank des Raumschiffs Apollo 13 explodiert zwei Tage nach dem Start auf dem Weg zum Mond. Die Mission wird abgebrochen und eine Rettungsaktion wird eingeleitet, um die drei Astronauten Jim Lovell, Jack Swigert und Fred Haise unversehrt zur Erde zurückzubringen.
- 2019: Das US-amerikanische Flugzeug Scaled Composites Stratolaunch absolviert seinen Erstflug. Es soll als zukünftige Startplattform für Trägerraketen und Raumgleiter dienen.

### Kultur
- 1742: Georg Friedrich Händels Oratorium Messiah wird in Dublin uraufgeführt.
- 1784: In Frankfurt am Main findet die Uraufführung von Friedrich Schillers Tragödie Kabale und Liebe statt. Das Stück erhält sehr gemischte Kritiken.

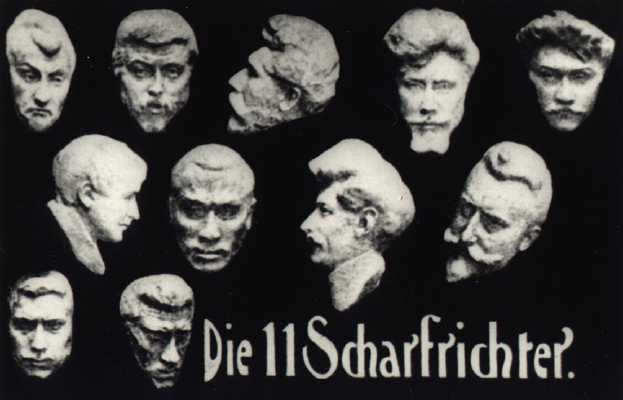
1901: Die 11 Scharfrichter

- 1901: In München-Schwabing tritt unter dem Namen Die Elf Scharfrichter das erste politische Kabarett Deutschlands erstmals auf. Zu den Gründungsmitgliedern gehören unter anderem Otto Falckenberg, Wilhelm Hüsgen und Willy Oertel.
- 1937: Ein Teil der Sonora-Wüste im südlichen Arizona wird, benannt nach dem Orgelpfeifenkaktus, zum Organ Pipe Cactus National Monument erklärt.
- 1940: Die Oper Romeo und Julia von Heinrich Sutermeister nach dem gleichnamigen Stück von William Shakespeare wird an der Staatsoper in Dresden uraufgeführt.

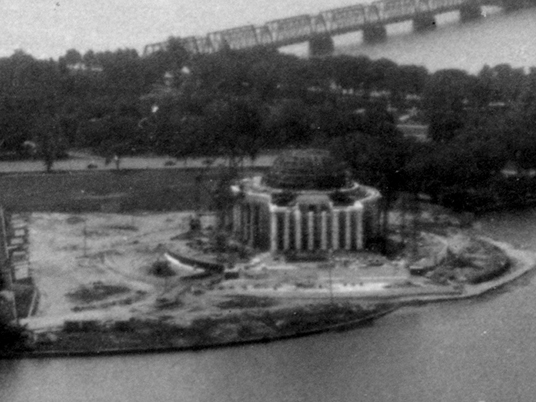
1943: Das Jefferson Memorial vor der Fertigstellung

- 1943: Anlässlich des 200sten Geburtstags von Thomas Jefferson wird in Washington, D.C. das Jefferson Memorial eingeweiht.
- 1953: Der erste James-Bond-Roman Casino Royale von Ian Fleming erscheint in London.
- 1957: Sidney Lumets Spielfilm 12 Angry Men (Die zwölf Geschworenen) nach dem Buch von Reginald Rose mit Henry Fonda als Geschworener Nr. 8 hat seine Uraufführung in den Vereinigten Staaten. Der Film wird zwar von der Kritik hoch gelobt und vielfach ausgezeichnet, findet jedoch wenig Zuspruch beim Kinopublikum.
- 1961: Am Teatro La Fenice in Venedig wird die Oper Intolleranza 1960 von Luigi Nono uraufgeführt.

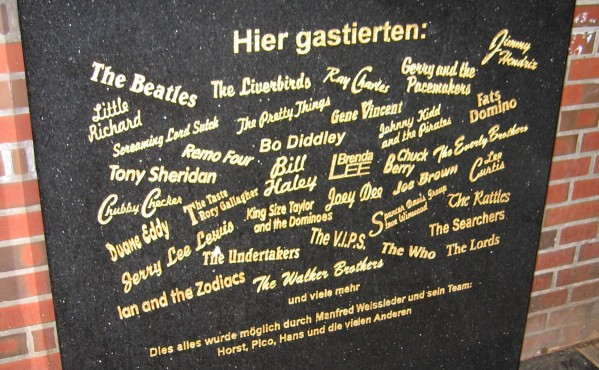
1962: Gedenkstein an den Star-Club

- 1962: Im Haus Große Freiheit 39 im Hamburger Stadtteil St. Pauli eröffnet Manfred Weissleder den Star-Club. In den sieben Jahren seines Bestehens gastieren dort zahlreiche Größen der Rockmusik. Vor allem die Auftritte der Beatles tragen zum Weltruhm des Clubs bei.
- 1964: Mit Sidney Poitier erhält bei der Oscarverleihung 1964 erstmals ein schwarzer Schauspieler einen Oscar. Gewürdigt wird damit seine darstellerische Leistung in der Komödie Lilien auf dem Felde.
- 1965: Das Ballett Onegin von John Cranko nach der Musik von Pjotr Tschaikowski in der Bearbeitung von Kurt-Heinz Stolze wird im Großen Haus der Württembergischen Staatstheater in Stuttgart vom Stuttgarter Ballett uraufgeführt.
- 1972: Das erste ZACK-Heft erscheint mit der Nummer 17/1972 im Koralle-Verlag.
- 1982: Ein Besucher der West-Berliner Neuen Nationalgalerie attackiert Barnett Newmans Gemälde Who’s Afraid of Red, Yellow and Blue.
- 2003: Die Nationalbibliothek von Bagdad wird durch Brandstiftung in der Zeit des Dritten Golfkriegs zerstört. Unersetzliche Dokumente gehen verloren.

### Gesellschaft
- 1881: Billy the Kid wird in Mesilla wegen des Mordes an Sheriff William J. Brady während des Lincoln-Weidekriegs zum Tod durch Hängen verurteilt. Wenige Tage später gelingt ihm jedoch die Flucht.
- 1984: Bei einer Polizeikontrolle im US-Bundesstaat New Hampshire kommt der als Serienmörder gesuchte Christopher Wilder ums Leben. Offiziell gilt sein Tod als Selbstmord.

### Religion

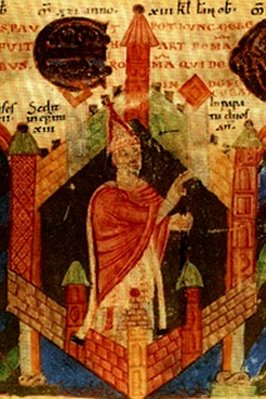
1055: Viktor II.

- 1055: Gebhard, Bischof von Eichstätt, der auf Betreiben von Kaiser Heinrich III. im Vorjahr zum Papst gewählt worden ist, wird in Rom als Viktor II. inthronisiert.
- 1059: Papst Nikolaus II. erlässt mit der Päpstlichen Bulle In nomine Domini das Papstwahldekret, das die Bestimmung des katholischen Kirchenoberhaupts ausschließlich Kardinalbischöfen vorbehält. Mit dem Ausschluss weltlicher Mächte von der Wahl soll vor allem Simonie verhindert werden.
- 1147: In der Bulle Divini dispensatione willigt Papst Eugen III. in den Wendenkreuzzug ein. Einem Teil der Kreuzfahrer des Zweiten Kreuzzugs wird gestattet, die heidnischen Wenden zu bekämpfen, wofür sich Bernhard von Clairvaux eingesetzt hat.
- 1248: In Köln wird, gebilligt vom Erzbischof Konrad von Hochstaden, der Abbruch des romanischen Hildebold-Doms beschlossen.
- 1986: Johannes Paul II. besucht die Große Synagoge von Rom. Er ist der erste Papst, der eine Synagoge betritt und stärkt damit den interreligiösen Dialog mit den „älteren Geschwistern der Christen“.

### Katastrophen
- 1749: Vor der Küste Südostindiens sinken die beiden britischen Linienschiffe HMS Pembroke und HMS Namur in einem Zyklon. 850 Besatzungsmitglieder sterben, nur 14 können sich retten.
- 1934: Beim Einsturz der in Bau befindlichen Saratower Eisenbahnbrücke über die Wolga sterben ungefähr 150 Menschen.

Kleinere Unglücksfälle sind in den Unterartikeln von Katastrophe und in der Liste von Katastrophen aufgeführt.

### Sport
- 1924: In Athen gründen aus Kleinasien und Konstantinopel vertriebene Griechen den Sportverein AEK Athen. Der Großteil der Spieler war früher bei AS Pera Konstantinopel aktiv.

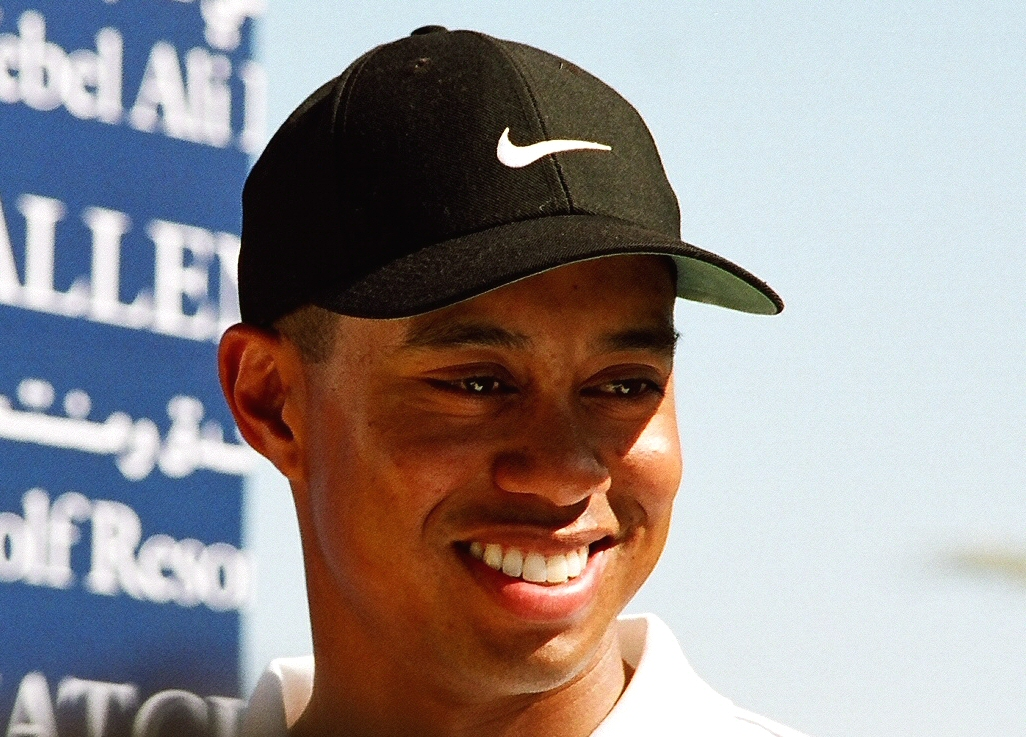
1997: Tiger Woods

- 1997: Der US-amerikanische Golfspieler Tiger Woods gewinnt The Masters Tournament im Augusta National Golf Club in Georgia mit 18 unter Par und 12 Schlägen Vorsprung vor dem Zweitplatzierten. Er ist der jüngste Spieler, der die US-Masters gewinnt und der erste mit afrikanischen oder asiatischen Wurzeln.

Einträge von Leichtathletik-Weltrekorden befinden sich unter der jeweiligen Disziplin unter Leichtathletik.

## Geboren

### Vor dem 18. Jahrhundert
- 0953: Muhammad al-Karadschi, persischer Mathematiker
- 1187: Arthur I., Herzog von Bretagne
- 1229: Ludwig der Strenge, Herzog von Bayern
- 1350: Margarete III., Gräfin von Flandern, Artois, Nevers Rethel sowie Pfalzgräfin von Burgund
- 1442: Heinrich IV. von Neuhaus, böhmischer Adliger, Oberstburggraf von Prag
- 1458: Johann II., Herzog von Kleve und Graf von der Mark
- 1506: Peter Faber, Mitbegründer der Jesuiten
- 1516: Willem de Witt, Dordrechter Patrizier und Regent

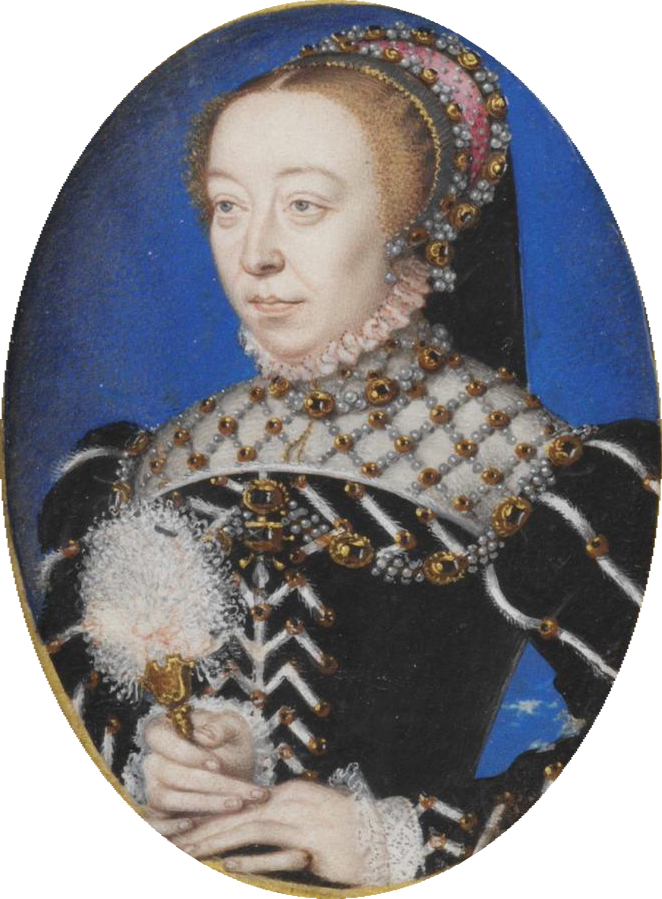
Katharina von Medici (* 1519)

- 1519: Caterina de’ Medici, französische Königin
- 1531: Hugues Loubenx de Verdale, Großmeister des Malteserordens und römisch-katholischer Kardinal
- 1549: Juraj IV. Zrinski, kroatischer Adliger
- 1570: Guy Fawkes, englischer katholischer Attentäter
- 1574: Otto Brokes, Lübecker Bürgermeister
- 1574: Christoph von Loß der Jüngere, kursächsischer Hofmarschall, Reichspfennigmeister des Ober- und Niedersächsischen Reichskreises
- 1582: Bernhard von Krosigk, anhaltischer Offizier
- 1592: Bruno Stisser, deutscher Rechtswissenschaftler und Jurist
- 1593: Thomas Wentworth, 1. Earl of Strafford, englischer Politiker
- 1600: Johann Wilhelm, Herzog von Sachsen-Altenburg und Herzog von Jülich-Kleve-Berg
- 1618: Roger de Bussy-Rabutin, französischer General und Schriftsteller
- 1648: Jeanne-Marie Bouvier de La Motte Guyon, französische Mystikerin
- 1662: Eleonore von Sachsen-Eisenach, Markgräfin von Brandenburg-Ansbach und Kurfürstin von Sachsen
- 1665: Wolf Dietrich von Beichlingen, sächsischer Großkanzler und Oberhofmarschall
- 1670: Erdmuthe Benigna Reuß zu Ebersdorf, deutsche Pietistin
- 1690: Joachim Wagner, brandenburgischer Orgelbauer
- 1699: Joseph, Fürst zu Fürstenberg, kaiserlicher Prinzipalkommissar am Reichstag zu Regensburg
- 1699: Alexander Ross, schottischer Dichter

### 18. Jahrhundert
- 1704: Francis North, 1. Earl of Guilford, englischer Politiker und Hofbeamter
- 1706: Miguel de Bulhões e Souza, portugiesischer Ordensgeistlicher
- 1706: Philipp Bogislav von Schwerin, preußischer Offizier und Ritter des Pour le Mérite
- 1710: Jonathan Carver, amerikanisch-britischer Entdecker
- 1710: Georg Karl von Dyherrn, sächsischer Generalleutnant
- 1713: Johann Thomas Nissler, deutscher Baumeister
- 1713: David Otto Wahrendorf, deutscher Theologe
- 1714: Johann Jacob Reinhard, Baden-Durlachischer Geheimrat und Staatsrechtler
- 1716: Leopold Johann von Österreich, Erzherzog von Österreich, letztgeborener männlicher Nachkomme aus dem Haus Habsburg
- 1718: Otto Jacob Zoege von Manteuffel, schwedischer Diplomat und General
- 1719: Hermann Becker, deutscher Rechtswissenschaftler und Konsistorialdirektor
- 1720: Christoph Friedrich Schott, deutscher Bibliothekar und Professor
- 1729: Paolo Frisi, italienischer Geistlicher, Mathematiker, Physiker, Ingenieur und Astronom
- 1729: Thomas Percy, englischer Bischof von Dromore und Poet
- 1732: Frederick North, Premierminister von Großbritannien
- 1734: Johann Michael Hesse, deutscher Orgelbauer
- 1734: Christian Heinrich Reichel, deutscher Pädagoge
- 1735: Isaac Low, Delegierter des Staates New York im Kontinentalkongress
- 1742: August Gottlieb Richter, deutscher Chirurg

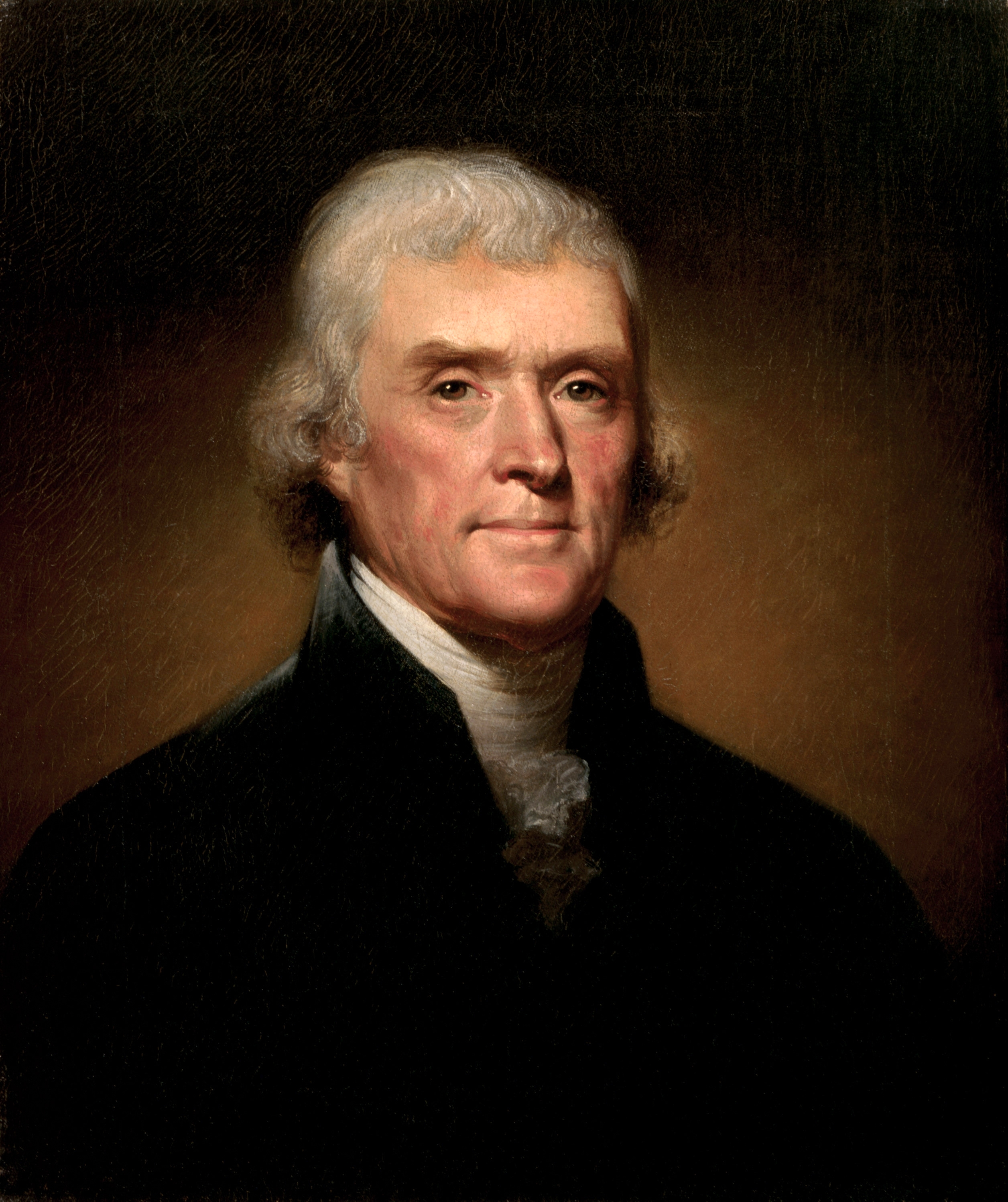
Thomas Jefferson (* 1743)

- 1743: Thomas Jefferson, dritter Präsident der USA, Hauptverfasser der Unabhängigkeitserklärung, Staatstheoretiker
- 1743: Friedrich Wilhelm Carl von Schmettau, deutscher Kartograf
- 1744: Johann Andreas Naumann, deutscher Ornithologe
- 1747: Louis Philippe II. de Bourbon, Herzog von Orléans, genannt Philippe Égalité
- 1747: Armand-Louis de Gontaut, Herzog von Biron, bis 1788 Herzog von Lauzun, französischer General
- 1749: Jean Trembley, Schweizer Mathematiker und Philosoph
- 1756: Louis VI. Henri Joseph, Fürst von Condé
- 1758: Johann von Klenau, österreichischer General
- 1759: Antoni Angelowicz, ukrainischer Theologe
- 1759: Maximilian von Sachsen, sächsischer Kronprinz
- 1764: Laurent de Gouvion Saint-Cyr, französischer Kriegs- und Marineminister, Marschall und Pair von Frankreich
- 1765: Karl Samuel Wild, Schweizer Beamter, Archivar und Schriftsteller
- 1766: Michael Rosenberger, Wiener Klavierbauer
- 1769: Thomas Lawrence, britischer Maler
- 1771: Richard Trevithick, britischer Erfinder und Maschinenbauer
- 1776: Wilhelm von Schütz, deutscher Dichter
- 1778: Barnabas Huber, Benediktiner-Abt
- 1784: Friedrich von Wrangel, preußischer General
- 1789: Georg Benedikt Winer, deutscher protestantischer Theologe und Philologe
- 1790: Wilhelm von Rahden, deutscher Offizier und Schriftsteller
- 1794: Marie-Jean-Pierre Flourens, französischer Physiologe
- 1799: Ludwig Rellstab, deutscher Journalist, Musikkritiker und Dichter

### 19. Jahrhundert

#### 1801–1850
- 1802: Leopold Fitzinger, österreichischer Zoologe
- 1808: Antonio Meucci, US-amerikanischer Erfinder
- 1812: Eduard Feodor Gloeckner, deutscher Jurist
- 1812: Rudolph Siebeck, deutsch-österreichischer Gartenbauer
- 1815: Robert Theodor Heyne, deutscher Appellationsrat
- 1819: Georg Eberlein, deutscher Baumeister und Maler
- 1820: José Mariano Melgarejo, bolivianischer Offizier und Politiker, Staatspräsident
- 1823: Oskar Schlömilch, deutscher Mathematiker
- 1824: Iossif Iossifowitsch Charlemagne, russischer Architekt, Zeichner und Aquarellist

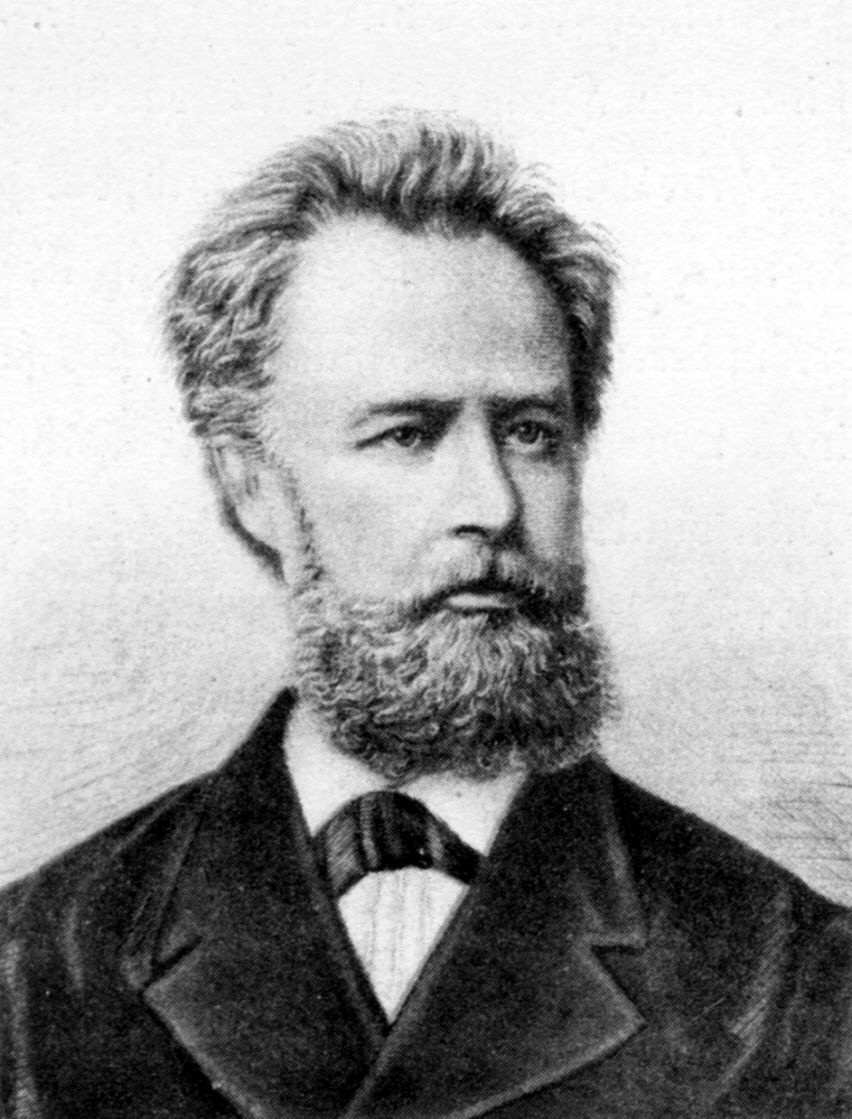
Friedrich Kapp (* 1824)

- 1824: Friedrich Kapp, deutscher Rechtsanwalt, Autor und Politiker, MdR
- 1826: Heinrich Bosshard, Schweizer Unternehmer und Politiker
- 1830: Eduard Lassen, dänisch-belgischer Komponist, Pianist und Dirigent
- 1830: Ferdinand Pauwels, belgischer Historienmaler
- 1832: Juan Montalvo, ecuadorianischer Schriftsteller
- 1837: Nikolai Dmitrijew-Orenburgski, russischer Maler
- 1838: Rudolf Falb, österreichischer Forscher
- 1838: Gustav von Goßler, deutscher Verwaltungsjurist und Politiker, MdR, Reichstagspräsident, Minister, Oberpräsident von Westpreußen
- 1838: Wilhelm von Specht, preußischer Generalmajor
- 1841: Louis-Ernest Barrias, französischer Bildhauer
- 1843: Rudolf Goethe, deutscher Weinbaufachmann
- 1843: Attilio Simonetti, italienischer Maler
- 1844: Jan Hřímalý, tschechischer Geiger und Musikpädagoge
- 1845: Josef Aichbichler, deutscher Politiker, MdR, MdL
- 1845: Richard Aßmann, deutscher Meteorologe
- 1846: Poul la Cour, dänischer Meteorologe, Windenergieanlagenpionier1847ː Elisabeth von Herzogenberg, deutsche Pianistin, Komponistin, Sängerin und Mäzenin
- 1847: Karl Kloß, deutscher Gewerkschafter und Politiker, MdL, MdR
- 1847: Cornelis Pijnacker Hordijk, niederländischer Jurist und Staatsmann, Generalgouverneur von Niederländisch-Indien
- 1847: Franz Scheiner, deutscher Lithograf und Verleger
- 1848: Oskar Lenz, deutsch-österreichischer Afrikaforscher, Mineraloge und Geologe

#### 1851–1900

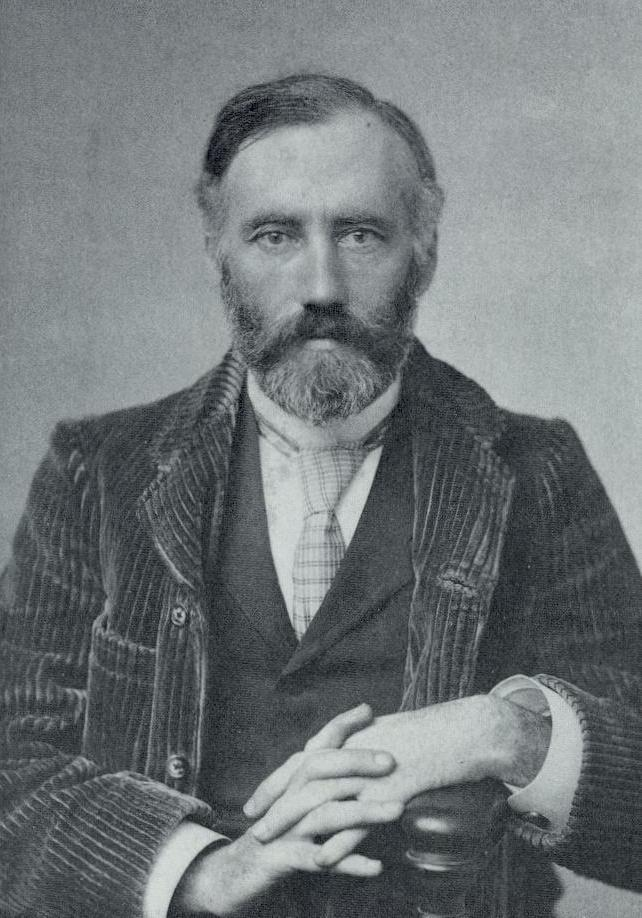
William Quan Judge (* 1851)

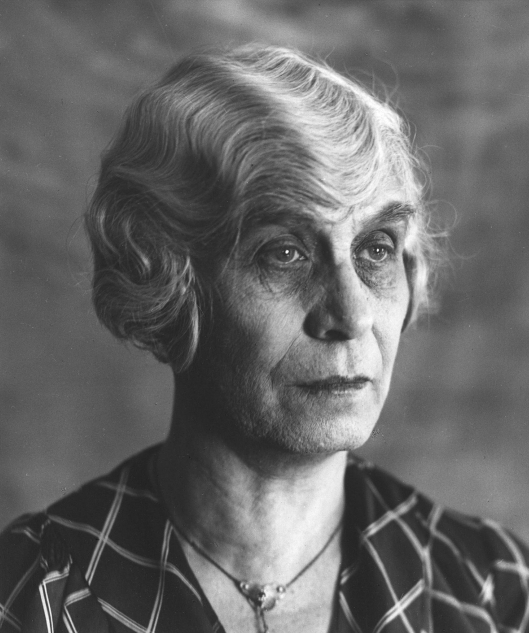
Berta Zuckerkandl-Szeps (* 1864)

- 1851: William Quan Judge, irisch-US-amerikanischer Rechtsanwalt und Autor, Mitgründer der Theosophischen Gesellschaft
- 1852: Winfield Woolworth, US-amerikanischer Unternehmer, Gründer der Supermarktkette Woolworth
- 1853: Hector Archibald MacDonald, britischer General
- 1854: Wilhelm Claudius, deutscher Maler, Zeichner und Illustrator
- 1854: William Henry Drummond, kanadischer Lyriker
- 1855: Ludwig Edinger, deutscher Neurologe und Gehirnforscher
- 1856: Avedis Bedros XIV. Arpiarian, armenischer Geistlicher, Erzbischof von Beirut, Patriarch von Kilikien
- 1856: Sigmar Mehring, deutscher Schriftsteller
- 1856: Franciszek Ludwik Neugebauer, russischer Gynäkologe
- 1859: Henry Tureman Allen, US-amerikanischer General, Kommandierender General der American Forces in Germany
- 1860: James Ensor, belgischer Maler und Zeichner
- 1861: José Pierson, mexikanischer Musikpädagoge
- 1862: Maximilian Modde, deutscher Maler
- 1864: Berta Zuckerkandl-Szeps, österreichische Schriftstellerin, Journalistin und Kritikerin
- 1865: Leon Asher, deutscher Physiologe
- 1865: Maximilian Suppantschitsch, österreichischer Maler

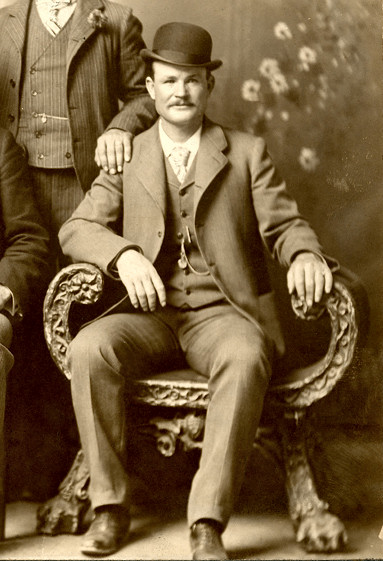
Butch Cassidy (* 1866)

- 1866: Butch Cassidy, US-amerikanischer Gesetzloser
- 1866: Alexander Michailowitsch Romanow, russischer Großfürst
- 1867: Christoph März, deutscher Pfarrer und Kirchenmaler
- 1867: William Arundel Orchard, australischer Organist, Dirigent, Komponist und Musikpädagoge englischer Herkunft
- 1868: John McEwen, schottischer Komponist
- 1869: Isabel Maddison, britische Mathematiker
- 1869: Hans Thum, deutscher Unternehmer und Automobilrennfahrer
- 1870: Daniel Baud-Bovy, Schweizer Schriftsteller und Maler
- 1870: Ernst Décsey, österreichischer Schriftsteller und Musikkritiker
- 1871: Oskar Kohnstamm, deutscher Neurologe und Psychiater
- 1871: Jurgis Matulaitis, litauischer Geistlicher, Erzbischof von Vilnius
- 1872: Alexander Roda Roda, österreichischer Schriftsteller und Publizist
- 1875: Iwan Semjonowitsch Kulikow, russischer bzw. sowjetischer Maler
- 1877: Christian Friedrich Lautenschlager, deutscher Mechaniker und Automobilrennfahrer

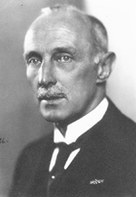
Jan van der Hoeve (* 1878)

- 1878: Jan van der Hoeve, niederländischer Augenarzt
- 1879: Johan Petter Åhlén, schwedischer Unternehmer und Curler
- 1880: Hans Adler, österreichischer Lyriker, Schriftsteller und Librettist
- 1880: Ludwig von Ficker, deutscher Schriftsteller und Verleger
- 1880: Greten Handorf, deutsche Reederin
- 1880: Walther von Knebel, deutscher Geologe
- 1880: Fritz Tarnow, deutscher Politiker und Gewerkschafter, MdR
- 1881: Ludwig Binswanger, Schweizer Psychiater
- 1881: Ernst Heilmann, deutscher Jurist und Politiker, MdL, MdR, Opfer des Nationalsozialismus
- 1881: Hermann Thorade, deutscher Meereskundler
- 1883: Alexander Wassiljewitsch Alexandrow, russischer Komponist
- 1885: Leo Abl, deutscher Landwirtschaftswissenschaftler und Hochschullehrer

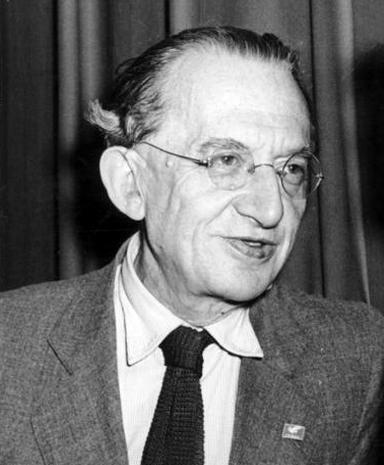
Georg Lukács (* 1885)

- 1885: Georg Lukács, ungarischer Philosoph, Literaturwissenschaftler und -kritiker
- 1886: Ethel Leginska, englische Pianistin, Dirigentin und Komponistin
- 1886: Nicolae Tonitza, rumänischer Maler
- 1888: Karl Knochenhauer, deutscher Komponist
- 1891: Rudolf Ray, russischer Maler
- 1891: Nella Larsen, US-amerikanische Schriftstellerin
- 1891: Robert Scholl, deutscher Politiker, Vater der Geschwister Scholl, Oberbürgermeister von Ulm
- 1892: Arthur Harris, britischer Luftwaffenoffizier, Marschall der Royal Air Force
- 1893: Carl Blümel, deutscher Archäologe
- 1893: Willi Hammelrath, deutscher Autor, Gründer der Arbeiterhochschule Burg Vondern
- 1893: Itō Michio, japanischer Balletttänzer und Choreograph

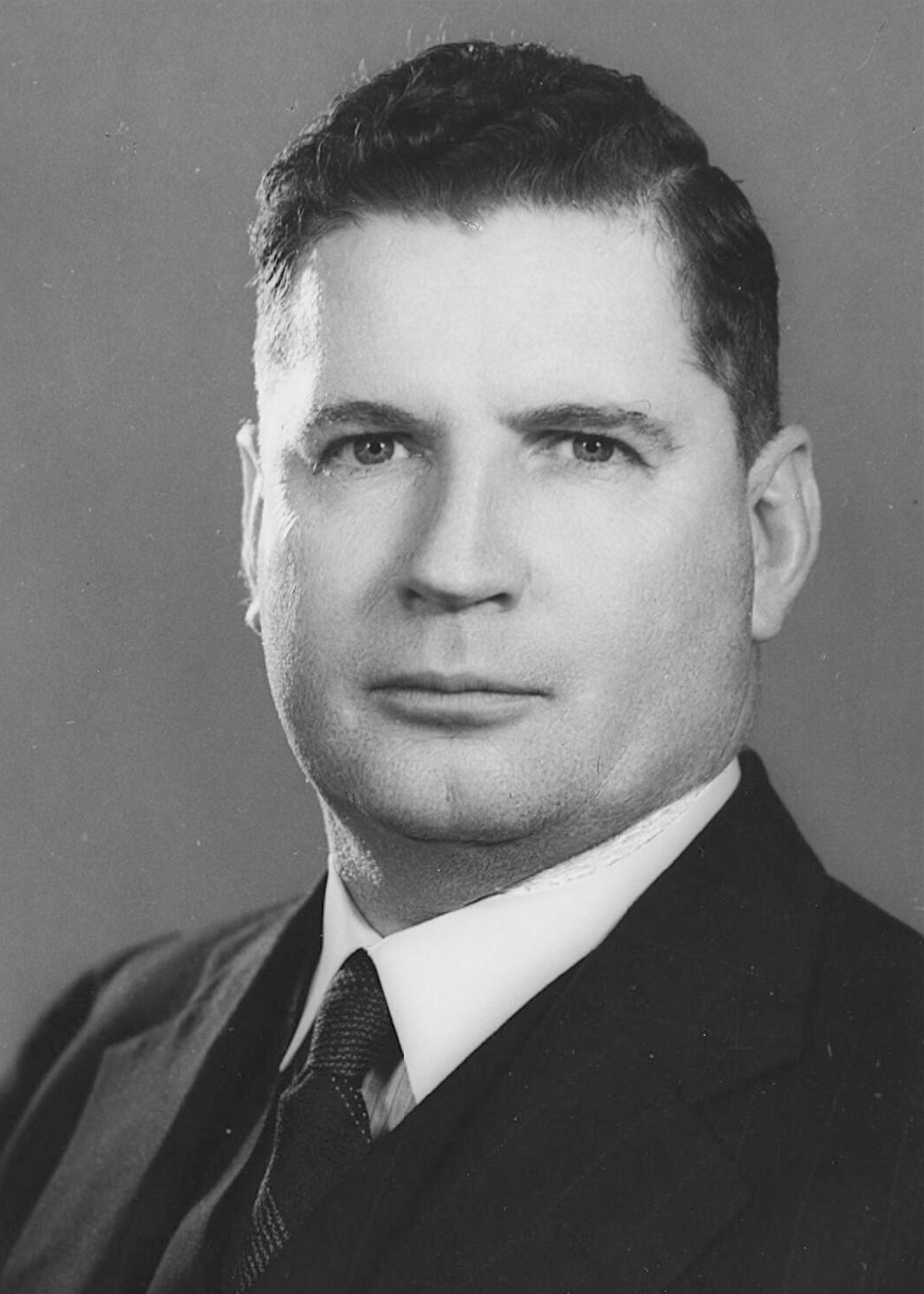
Arthur William Fadden (* 1894)

- 1894: Arthur Fadden, australischer Politiker, Minister, Premierminister
- 1894: Ludvig Irgens-Jensen, norwegischer Komponist
- 1895: Maximilian Eugen von Österreich, österreichischer Erzherzog
- 1896: Rudolf Egelhofer, deutscher Marineangehöriger und Revolutionär, Stadtkommandant in München
- 1897: Heinz Matthes, deutscher Politiker, MdL, MdB
- 1897: Udo Illig, österreichischer Politiker, LAbg, Bundesminister
- 1897: Hermann Veit, deutscher Politiker, Oberbürgermeister von Karlsruhe, MdL, Landesminister, MdB

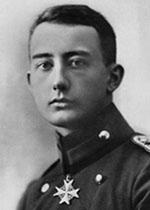
Werner Voß (* 1897)

- 1897: Werner Voß, deutscher Luftwaffenoffizier
- 1898: Maja Berezowska, polnische Künstlerin
- 1898: Kurt Eichner, deutscher Politiker, MdR
- 1898: Chandulal Shah, indischer Filmregisseur und Gründer der Ranjit Studios
- 1899: Alfred Mosher Butts, US-amerikanischer Architekt und Spieleautor
- 1899: Theo Kellner, deutscher Maler und Architekt
- 1899: Alfred Schütz, österreichischer Soziologe
- 1899: Friedrich Wilckens, österreichischer Komponist und Pianist

### 20. Jahrhundert

#### 1901–1925
- 1901: Jacques Lacan, französischer Psychoanalytiker
- 1901: Paul Yü Pin, chinesischer Kardinal, Erzbischof von Nanking
- 1902: Philippe de Rothschild, französischer Unternehmer und Automobilrennfahrer, Pionier des französischen Weinbaus
- 1902ː Hildegard Schaeder, deutsche Kirchenhistorikerin, Widerstandskämpferin, Gerechte unter den Völkern
- 1903: Georg Sluyterman von Langeweyde, deutscher Grafiker und Maler
- 1904: Martha Weber, erzgebirgische Heimatdichterin
- 1904ː Edith Wolff, deutsche Widerstandskämpferin gegen den Nationalsozialismus
- 1905: Bruno Rossi, italienischer Astrophysiker

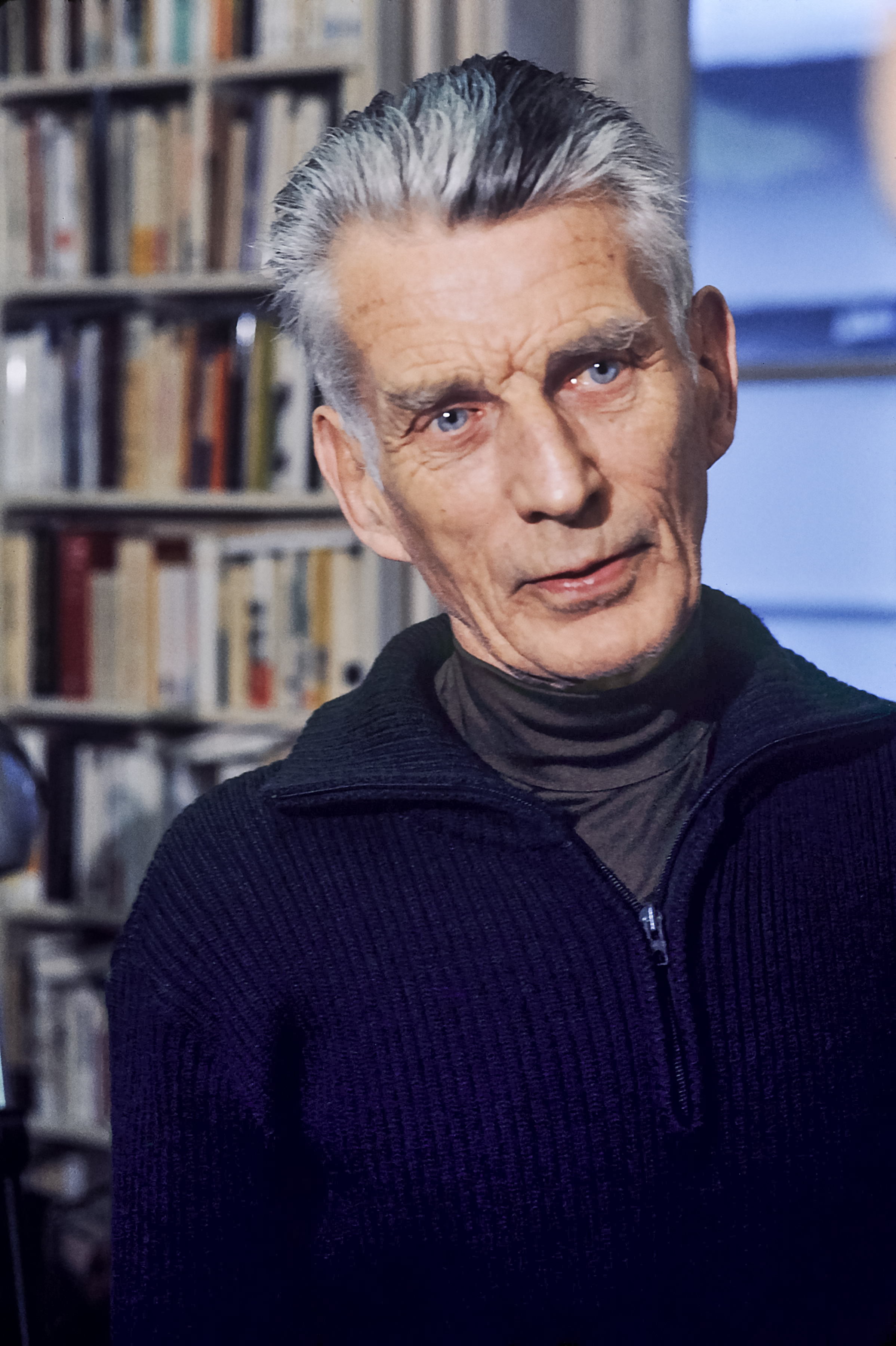
Samuel Beckett (* 1906)

- 1906: Samuel Beckett, irischer Schriftsteller (Warten auf Godot), Nobelpreisträger
- 1906: Bud Freeman, US-amerikanischer Tenor-Saxophonist
- 1906: Gabriel Ramanantsoa, Präsident von Madagaskar
- 1907: Jack Bilbo (Pseudonym), deutscher Schriftsteller, Maler, Kapitän und (Lebens-)Künstler
- 1907: Roderich Menzel, tschechischer und deutscher Tennisspieler
- 1908: Clemens Hasse, deutscher Schauspieler
- 1908: Bob Nolan, kanadischer Country-Sänger (Sons Of The Pioneers)
- 1908: Andreas Walser, Schweizer Maler, Dichter und Fotograf
- 1909: Stanisław Marcin Ulam, polnischer Mathematiker
- 1910: Walter Bargatzky, deutscher Jurist und Präsident des DRK
- 1910: Aloys Fleischmann, irischer Komponist, Dirigent, Musikwissenschaftler und Hochschullehrer
- 1910: Paul Glowka, deutscher Fußballtorhüter
- 1910: Wilhelm Schmied, deutscher Maler und Grafiker
- 1911: Gunter Böhmer, deutscher Maler und Illustrator
- 1911: Wolfgang Görg, deutscher Fotograf
- 1911: Eric Oliver, britischer Motorradrennfahrer
- 1912: Lydia Auster, estnische Komponistin
- 1912: Antonie Bitsch, deutsche Malerin
- 1912: Bernhard von Glisczynski, deutscher Architekt
- 1912: Morris Sievers, australischer Cricketspieler
- 1914: Lars Leiro, norwegischer Politiker und Grundbesitzer
- 1914: Orhan Veli Kanık, Dichter und Erneuerer der türkischen Poesie

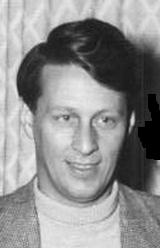
Stephan Hermlin (* 1915)

- 1915: Stephan Hermlin, deutscher Schriftsteller
- 1919: Howard Keel, US-amerikanischer Schauspieler und Musical-Darsteller
- 1920: Jackie Armstrong, britischer Jazzposaunist
- 1920: Roberto Calvi, italienischer Banker
- 1920: Peter Heilbut, deutscher Musikpädagoge, Komponist und Pianist
- 1920: John LaPorta, US-amerikanischer Jazz-Klarinettist
- 1920: Theodore L. Thomas, amerikanischer Science-Fiction-Autor, Chemiker und Patentanwalt
- 1921: Toni Steingass, deutscher Komponist, Verleger und Moderator
- 1921: Hans Heinrich Thyssen-Bornemisza de Kászon, Schweizer Industrieller
- 1922: John Braine, britischer Autor
- 1922: Hardt-Waltherr Hämer, deutscher Architekt
- 1922: Julius Nyerere, tansanischer Politiker
- 1922ː Valve Pormeister, estnische Architektin
- 1923: Don Adams, US-amerikanischer Schauspieler
- 1923: Lothar Quinte, deutscher Maler
- 1924: William Arrowsmith, US-amerikanischer Philologe und Literaturwissenschaftler
- 1924: Stanley Donen, US-amerikanischer Filmregisseur
- 1924: Renée Firestone, Modedesignerin
- 1925: Annie Bousquet, französisch-österreichische Autorennfahrerin
- 1925: Conrad Phillips, britischer Schauspieler
- 1925: Horst Stechbarth, Generaloberst der NVA

#### 1926–1950
- 1926: Miyao Tomiko, japanische Schriftstellerin
- 1927: Walo Lüönd, Schweizer Schauspieler
- 1927ː Ursula Schmenger, deutsche Regisseurin und Drehbuchautorin

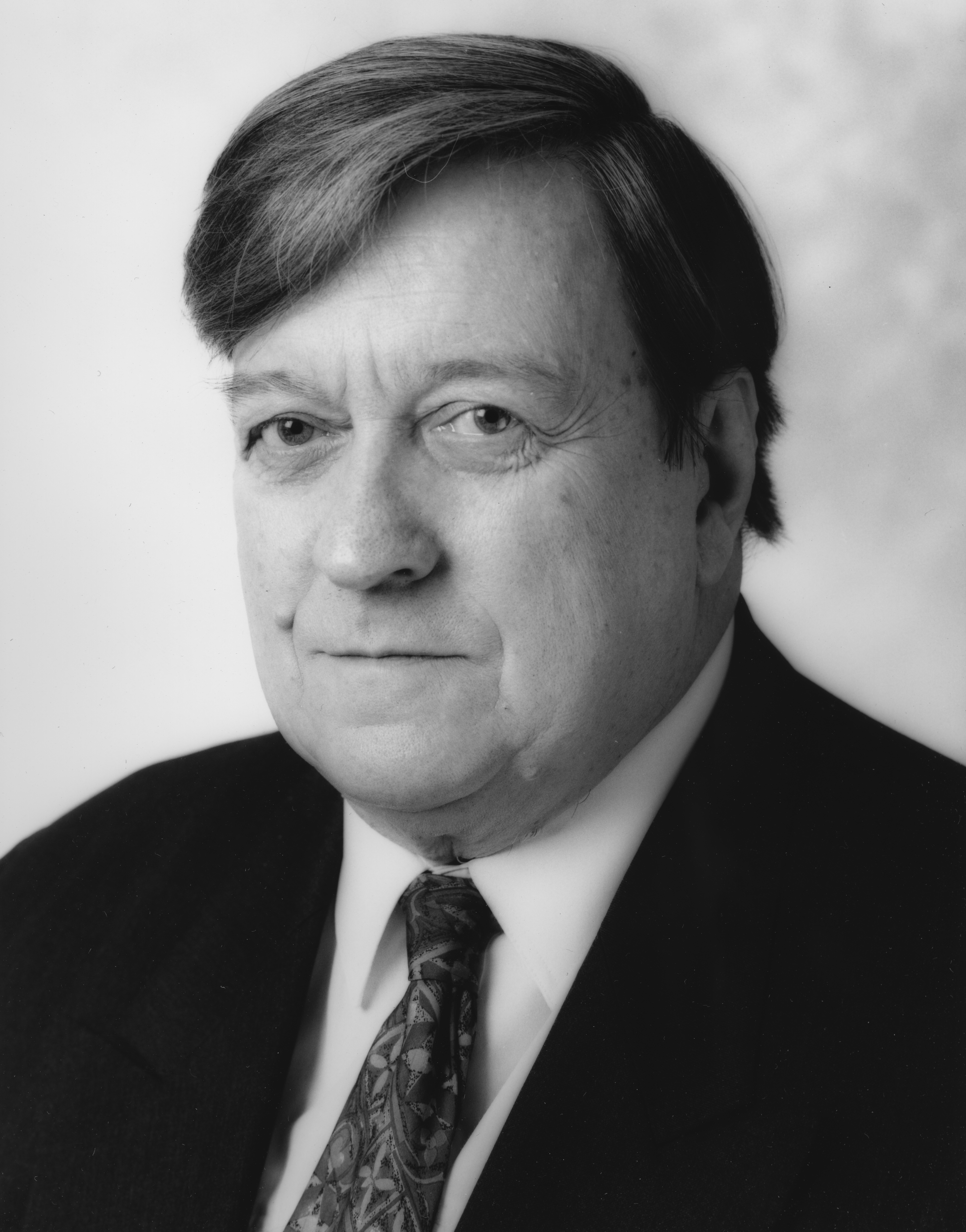
Bill Wedderburn (* 1927)

- 1927: Bill Wedderburn, Baron Wedderburn of Charlton, britischer Jurist und Politiker
- 1928: Doug Bragg, US-amerikanischer Country- und Rockabilly-Musiker
- 1928: Heinz Butin, deutscher Phytopathologe und Forstwissenschaftler
- 1928: Teddy Charles, US-amerikanischer Jazzmusiker, Komponist und Musikproduzent
- 1928: José Agustín Goytisolo, spanischer Dichter
- 1928: Gianni Marzotto, italienischer Autorennfahrer
- 1929: Norbert Burger, österreichischer Politiker
- 1929ː Jekaterina Innokentjewna Nowgorodowa, russische Politikerin und Agronomin
- 1931: Michel Deville, französischer Filmregisseur und Drehbuchautor
- 1931: Robert Enrico, französischer Filmregisseur italienischer Abstammung
- 1931: Dan Gurney, US-amerikanischer Autorennfahrer und Teambesitzer
- 1931: August Hobl, deutscher Motorradrennfahrer
- 1932: Jennifer Nicks, britische Eiskunstläuferin
- 1934: Klaus Beyreiss, deutscher Mediziner
- 1934ː Natalja Jurjewna Durowa, russische Schriftstellerin, Dompteurin und Zirkusdarstellerin
- 1934: Heinrich Wilhelm Laufhütte, Richter am Bundesgerichtshof
- 1934: Siegfried Matthus, deutscher Komponist
- 1936: José Rosinski, französischer Autorennfahrer und Journalist
- 1937: Edward Fox, britischer Schauspieler
- 1937: Berge Furre, norwegischer Politiker, Historiker und Theologe
- 1938: Heinz Holecek, österreichischer Sänger, Schauspieler, Parodist und Entertainer
- 1938: Klaus Lehnertz, deutscher Leichtathlet
- 1938: Frederic Rzewski, US-amerikanischer Komponist und Pianist

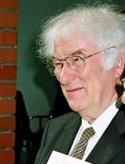
Seamus Heaney (* 1939)

- 1939: Seamus Heaney, irischer Schriftsteller, Nobelpreisträger
- 1939: Alois Kälin, Schweizer Nordischer Kombinierer und Skilangläufer
- 1939: Peter Ruckenbauer, österreichischer Agrarwissenschaftler
- 1939: Paul Sorvino, US-amerikanischer Schauspieler
- 1939: Josef Wißkirchen, deutscher Sachbuchautor und Heimatforscher
- 1940: Friedemann Berger, deutscher Schriftsteller
- 1940: Vladimir Cosma, rumänischer Filmkomponist
- 1940: Umberto Grano, italienischer Autorennfahrer
- 1940: Jean-Marie Gustave Le Clézio, französisch-mauritischer Schriftsteller, Nobelpreisträger
- 1940: Max Mosley, britischer Sportfunktionär und Anwalt
- 1941: Margaret Price, walisische Opernsängerin
- 1941: Michael Stuart Brown, US-amerikanischer Medizine und Genetiker, Nobelpreisträger
- 1941: Jean-Marc Reiser, französischer Comiczeichner

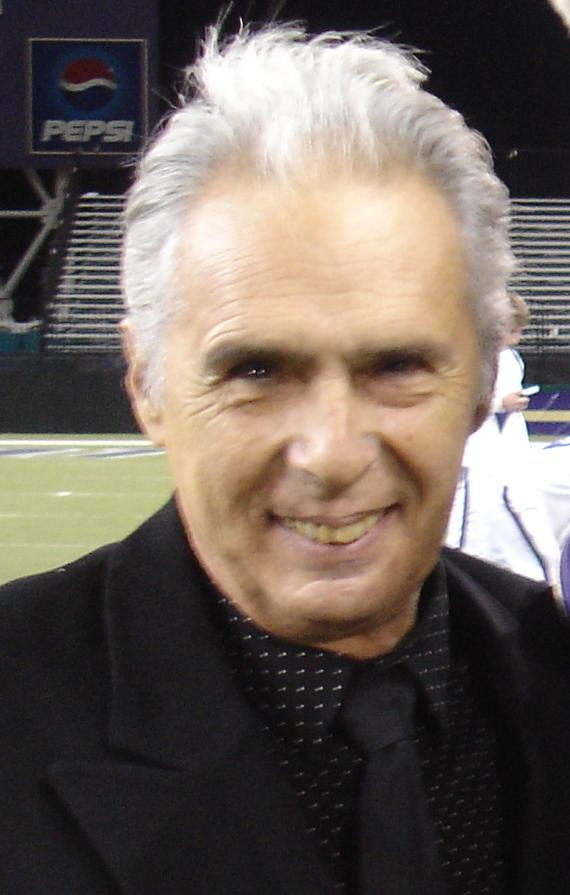
Bill Conti (* 1942)

- 1942: Bill Conti, US-amerikanischer Komponist
- 1942: Otto Marchi, Schweizer Schriftsteller und Historiker
- 1942: Xavier Lapeyre, französischer Autorennfahrer
- 1943: Billy Kidd, US-amerikanischer Skifahrer
- 1943: Tim Krabbé, niederländischer Schriftsteller und Schachmeister
- 1944: Francesco Arese, italienischer Leichtathlet
- 1944: Jochen Brand, deutscher Handballspieler
- 1944: Hans Christoph Buch, deutscher Schriftsteller und Journalist
- 1944: Hans-Jörg Bullinger, deutscher Wissenschaftler, Präsident der Fraunhofer-Gesellschaft
- 1944: Charles Burnett, US-amerikanischer Filmregisseur, Drehbuchautor, Kameramann, Filmproduzent, Schauspieler und Fotograf
- 1944: Jack Casady, US-amerikanischer, Bassist, Blues- und Rockmusiker
- 1944: Hiltrud Gnüg, deutsche Germanistin und Literaturwissenschaftlerin
- 1944: Elisabeth Trissenaar, deutsche Schauspielerin
- 1945: George Aggudey, ghanaischer Politiker
- 1945: Tony Dow, US-amerikanischer Regisseur und Schauspieler, Produzent und Drehbuchautor
- 1945: Lowell George, US-amerikanischer Musiker
- 1946: Josef Ackerl, österreichischer Politiker
- 1946: Al Green, US-amerikanischer Sänger
- 1947: Agostina Belli, italienische Schauspielerin
- 1947: Reto Hänny, Schweizer Schriftsteller

- 1947: Tom Krey, deutscher Maler

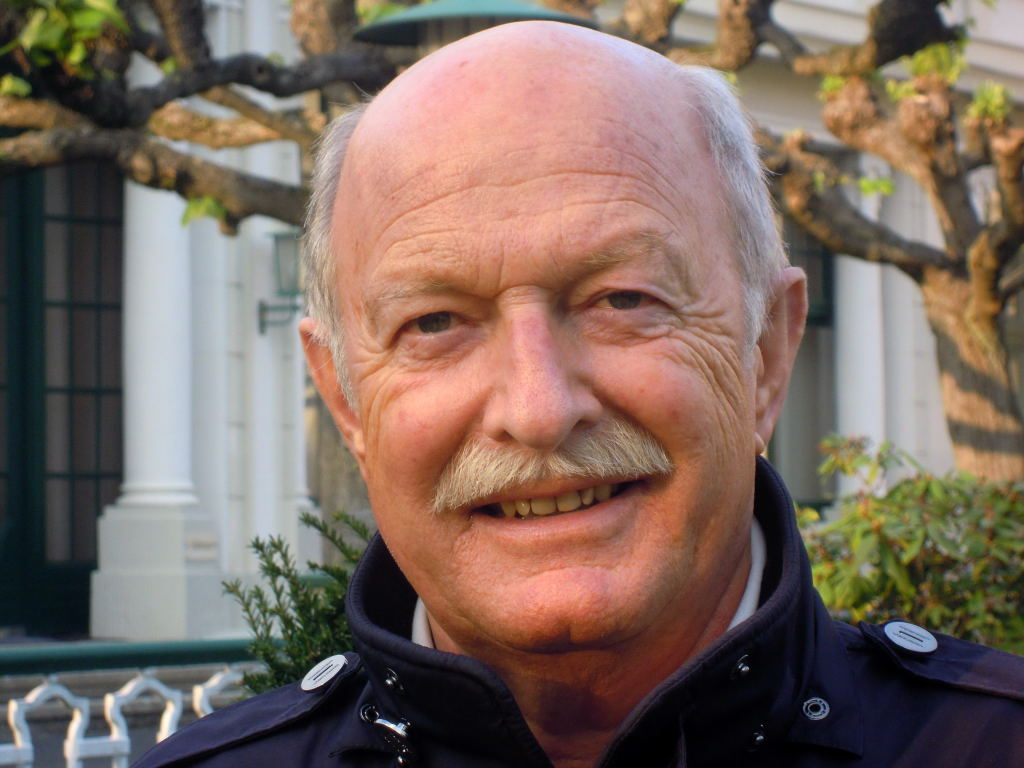
Tom Krey (* 1947)

- 1947: Holger Schwiers, deutscher Schauspieler
- 1948: Miloslav Gajdoš, tschechischer Kontrabassist, Musikpädagoge und Komponist
- 1948: Brian Griffin, britischer Fotograf
- 1948: Drago Jančar, slowenischer Schriftsteller
- 1948: Michael Hammer, US-amerikanischer Wirtschaftswissenschaftler
- 1949: Marilyn Bowering, kanadische Schriftstellerin, Dichterin und Dramatikerin
- 1949: Christopher Hitchens, britisch-US-amerikanischer Autor, Publizist und Literaturkritiker
- 1949: Ricardo Zunino, argentinischer Autorennfahrer
- 1950: Ron Perlman, US-amerikanischer Schauspieler
- 1950: Dieter Perlowski, deutscher Schriftsteller und Bühnenautor

#### 1951–1975
- 1951: Ivano Bordon, italienischer Fußballspieler
- 1951: Peabo Bryson, US-amerikanischer Soul-Sänger
- 1951: Kaci Kullmann Five, norwegische konservative Politikerin
- 1951: Joachim Streich, deutscher Fußballspieler
- 1951: Max Weinberg, US-amerikanischer Musiker

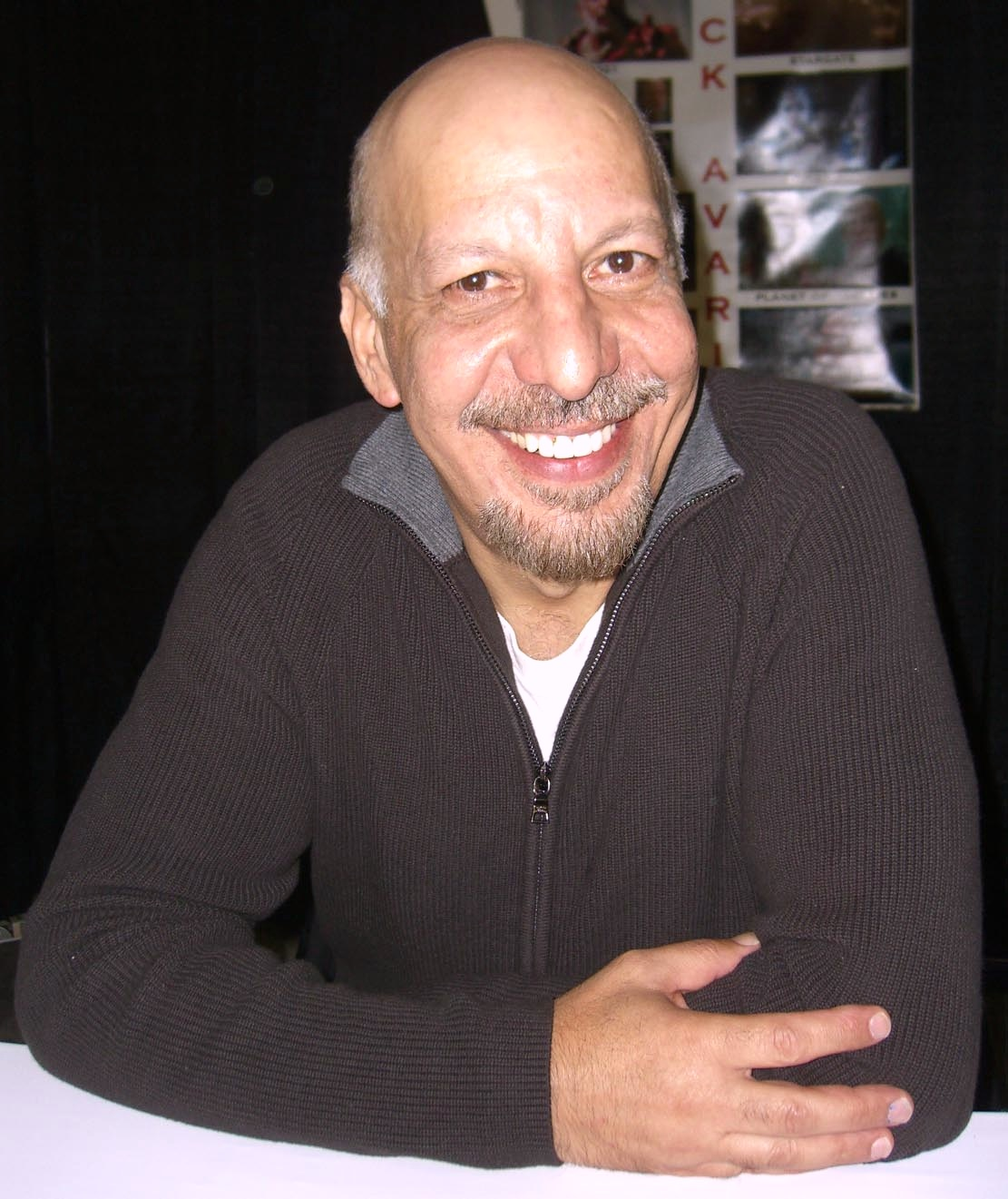
Erick Avari (* 1952)

- 1952: Erick Avari, indischer Schauspieler
- 1952: Hans-Peter Betz, deutscher Fastnachter
- 1952: Karsten Jasper, deutscher Politiker
- 1952: Thomas Milani, kanadisch-italienischer Eishockeyspieler
- 1953: Hans Gansch, österreichischer Trompeter und Hochschulprofessor
- 1953: Rüdiger Kramer, deutscher Künstler
- 1953: Konrad Paul Liessmann, österreichischer Philosoph
- 1955: Ole von Beust, deutscher Kommunalpolitiker, Erster Bürgermeister der Freien und Hansestadt Hamburg
- 1955: Daniel Koch, Schweizer Arzt und Bundesangestellter
- 1955: Ronald Muwenda Mutebi II., Kabaka von Buganda
- 1955: Gerhard Naschberger, deutscher Maler der Neuen Wilden
- 1955: Simon Spang-Hanssen, dänischer Jazzsaxophonist
- 1955: Alfred Wiedensohler, deutscher Physiker
- 1956: François Schuiten, belgischer Comiczeichner
- 1957: Amy Goodman, US-amerikanische Journalistin und Buchautorin
- 1958: Ingo Holland, deutscher Koch
- 1958: Mechthild Ross-Luttmann, deutsche Politikerin
- 1959: Michael Goldmann, deutscher Eishockeyspieler

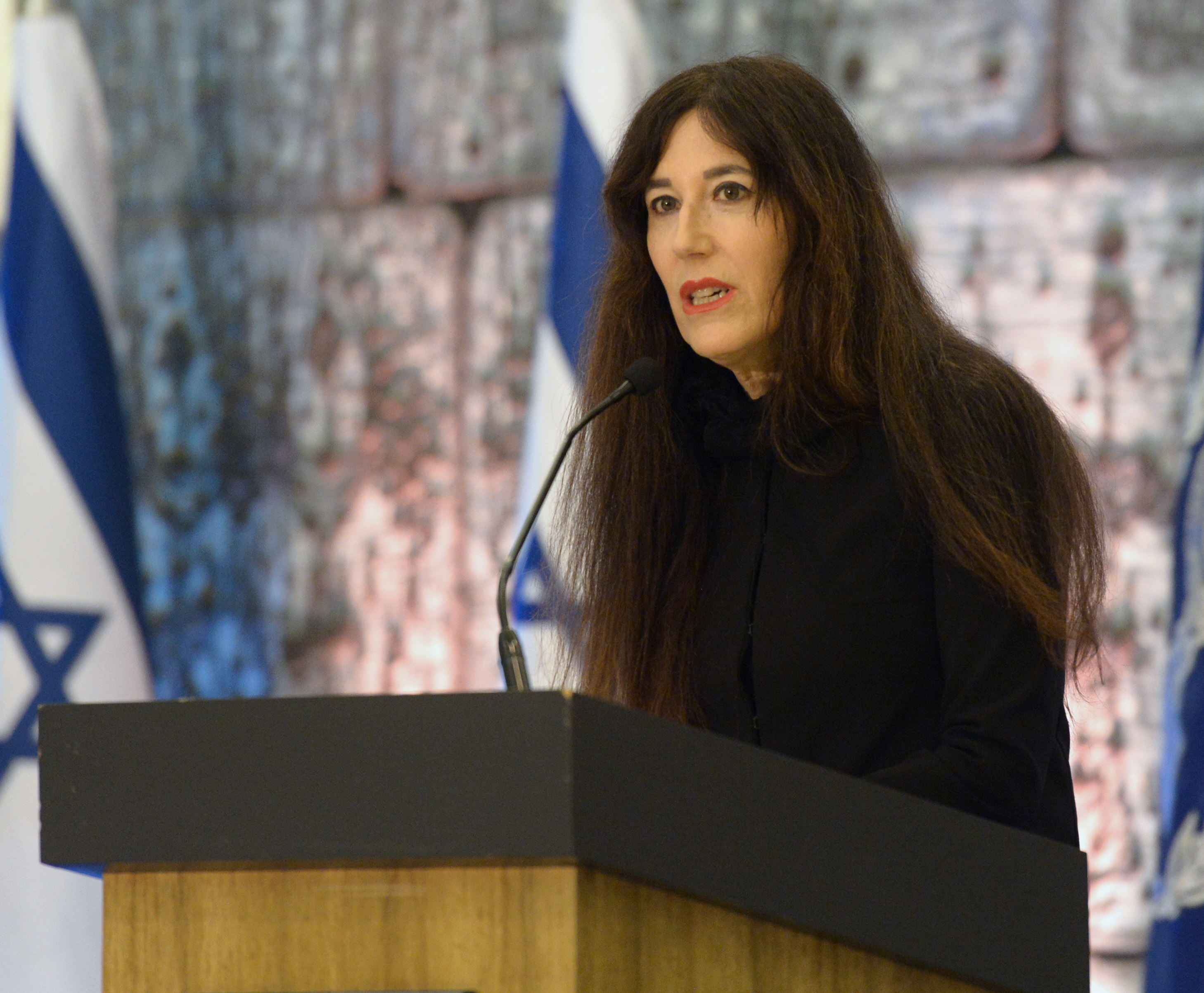
Zeruya Shalev (* 1959)

- 1959: Zeruya Shalev, israelische Schriftstellerin

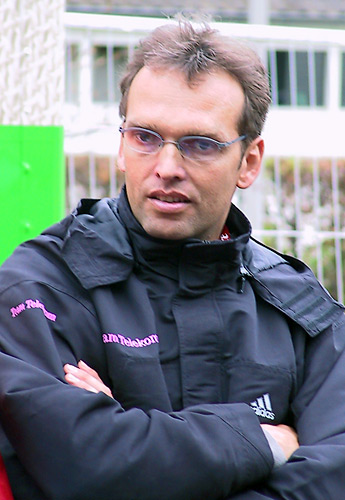
Olaf Ludwig (* 1960)

- 1960: Olaf Ludwig, deutscher Radsportler
- 1960: Rudi Völler, deutscher Fußballspieler
- 1961: Uwe Hübner, deutscher Fernseh- und Rundfunkmoderator
- 1962: Hillel Slovak, US-amerikanischer Gitarrist (Red Hot Chili Peppers)
- 1962: Matthias Hönerbach, deutscher Fußballspieler
- 1963: Garri Kimowitsch Kasparow, russischer Schachspieler
- 1964: Andreas Frick, deutscher Theologe
- 1964: Andy Goram, schottischer Fußballspieler
- 1964: Hendrik Hering, deutscher Politiker
- 1964: Marie Newman, US-amerikanische Politikerin
- 1964: Cornelia Niedrig, deutsche Polizeikommissarin
- 1964: Caroline Rhea, kanadische Komödiantin und Schauspielerin
- 1964: Eusebio Sacristán, spanischer Fußballspieler und -trainer
- 1964: John Swinney, schottischer Politiker
- 1964: Doku Chamatowitsch Umarow, tschetschenischer islamistischer Kämpfer
- 1965: Stefan Baldi, deutscher Wirtschaftswissenschaftler
- 1966: Ali Boumnijel, tunesischer Fußballspieler
- 1966: Mando, griechische Popsängerin
- 1966: Mignon Remé, deutsche Schauspielerin
- 1966: Fanny Stavjanik, österreichische Schauspielerin
- 1967: Olga Tañón, puerto-ricanische Sängerin
- 1968: Marc Schubring, deutscher Komponist
- 1969: Lars Jessen, deutscher Regisseur und Drehbuchautor
- 1970: Esteban Benzecry, argentinischer Komponist
- 1970: Szilveszter Csollány, ungarischer Turner
- 1970: Ricky Schroder, US-amerikanischer Schauspieler, Regisseur, Drehbuchautor und Produzent
- 1971: Alexandra Adi, US-amerikanische Schauspielerin
- 1972: Carlos Mortensen, US-amerikanischer Pokerspieler
- 1972: Mariusz Czerkawski, polnischer Eishockeyspieler
- 1972: Aaron Lewis, amerikanischer Musiker (Staind)
- 1972ː Kathrin Oxen, evangelische Theologin
- 1972: John van Buskirk, US-amerikanischer Fußballspieler
- 1972: Qurban Qurbanov, aserbaidschanischer Fußballspieler

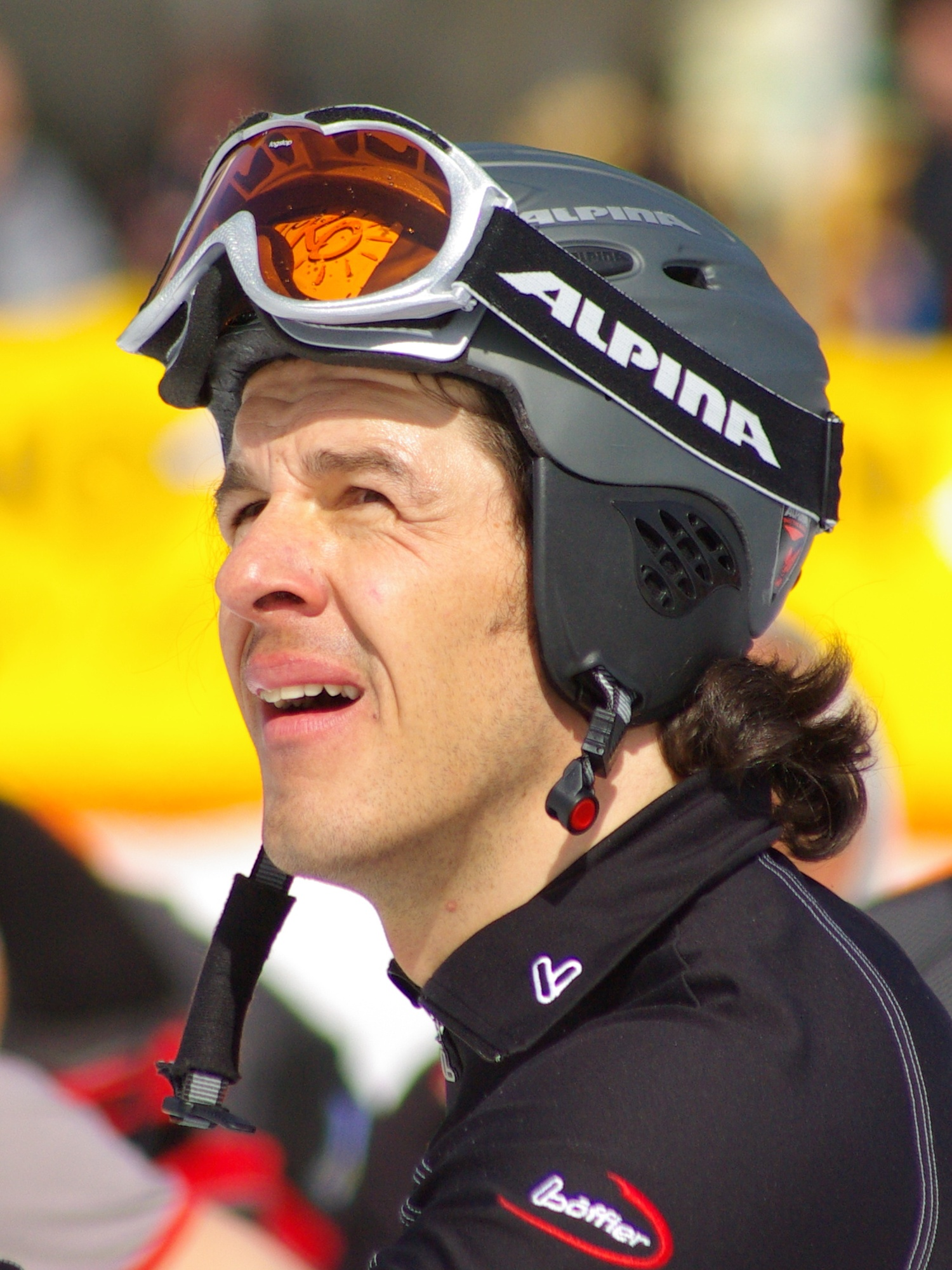
Kilian Albrecht (* 1973)

- 1973: Kilian Albrecht, österreichischer alpiner Skirennläufer
- 1973: Gustavo López, argentinischer Fußballspieler
- 1973: Roger Ross Williams, US-amerikanischer Regisseur
- 1974: Sergei Abdukarow, kasachischer Biathlet
- 1974: Martin Aufmuth, deutscher Lehrer
- 1974: Sergei Wiktorowitsch Gontschar, russischer Eishockeyspieler
- 1974: Martin Höllwarth, österreichischer Skispringer
- 1974: Marta Jandová, tschechische Musikerin
- 1974: Juliet Tablak, US-amerikanische Schauspielerin
- 1974: David Zdrilic, australischer Fußballspieler
- 1975: Jasey-Jay Anderson, kanadischer Snowboarder
- 1975: Lou Bega, deutscher Latin-Pop-Sänger
- 1975: Tatjana Alexandrowna Nawka, russische Eiskunstläuferin
- 1975: David Philip Hefti, Schweizer Komponist und Dirigent
- 1975: Torsten Spanneberg, deutscher Schwimmer

#### 1976–2000

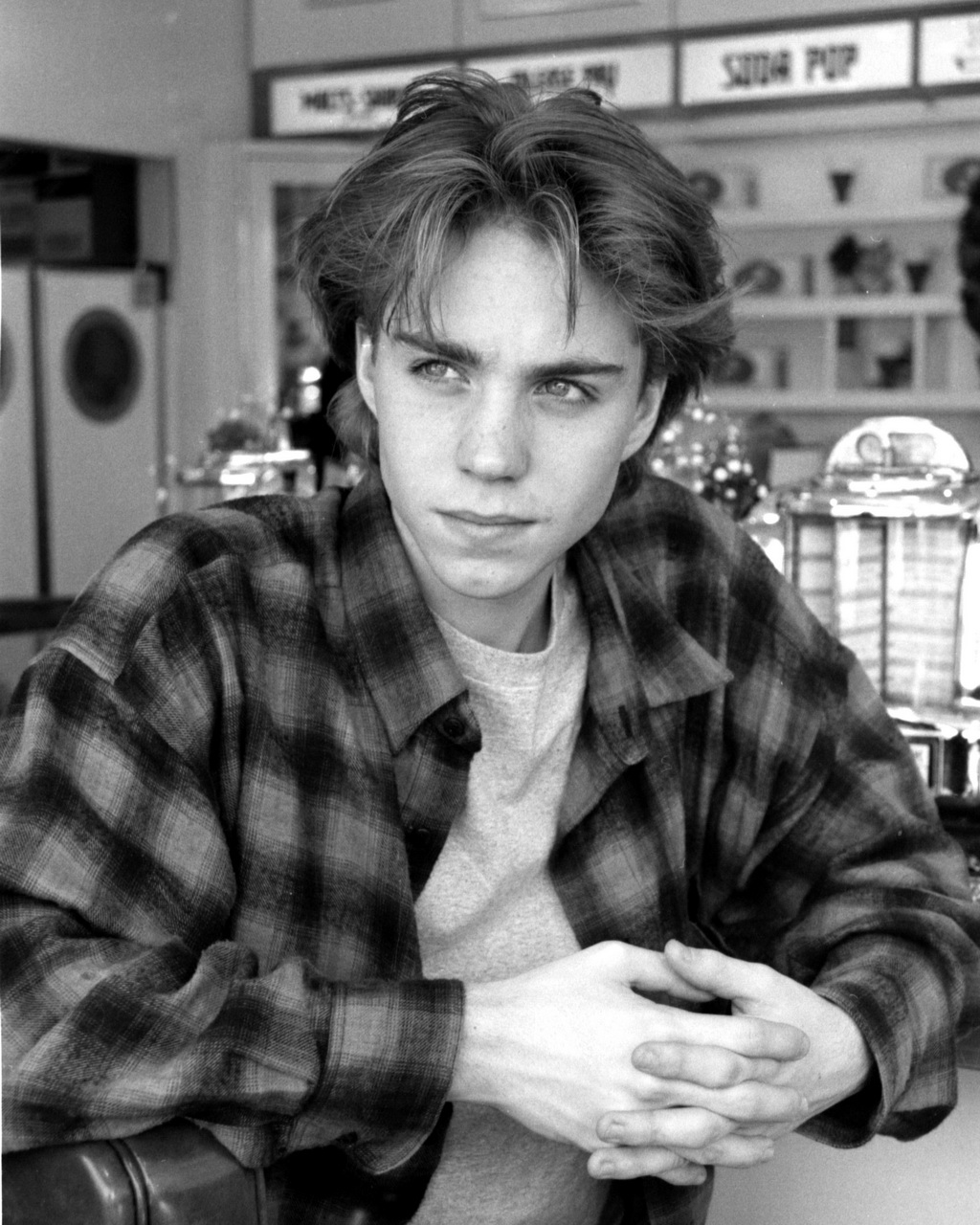
Jonathan Brandis (* 1976)

- 1976: Jonathan Brandis, US-amerikanischer Schauspieler
- 1976: Valentina Cervi, italienische Schauspielerin
- 1976: Patrik Eliáš, tschechischer Eishockeyspieler der NHL
- 1976: Václav Koloušek, tschechischer Fußballspieler
- 1976: Christoph Sauser, Schweizer Mountainbiker
- 1977: Katrine Pedersen, dänische Fußballspielerin
- 1977: Ángel Vicioso, spanischer Radsportler
- 1978: Farruch Amonatow, tadschikischer Schachspieler
- 1978: Arron Asham, kanadischer Eishockeyspieler
- 1978: Carles Puyol, spanischer Fußballspieler
- 1978: Judith Röder, FDP-Politikerin in Sachsen-Anhalt
- 1978: Antoni Sivera, andorranischer Fußballspieler
- 1978: Alexander Voigt, deutscher Fußballspieler

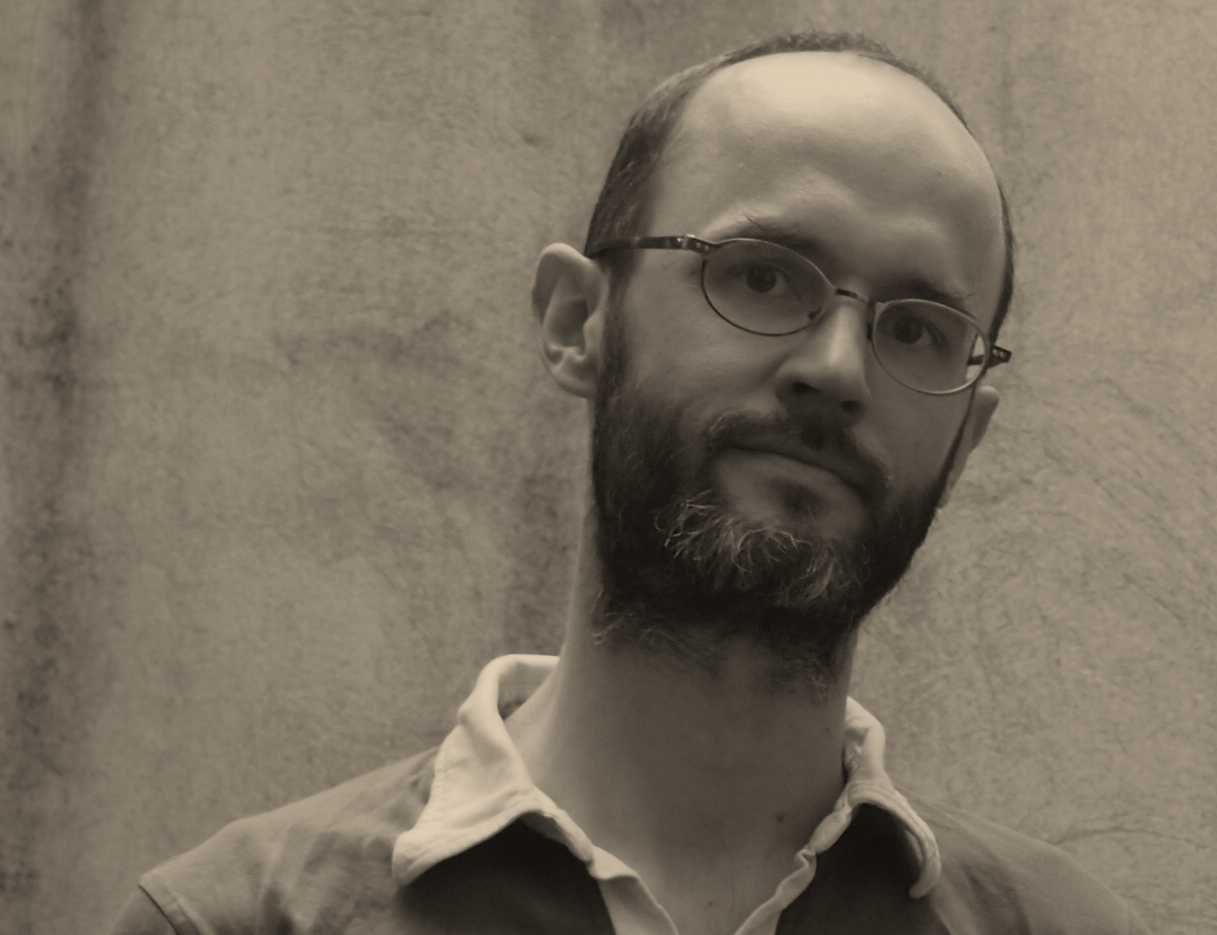
Šimon Voseček (* 1978)

- 1978: Šimon Voseček, österreichischer Komponist tschechischer Herkunft
- 1978: Sylvie Meis, niederländische Moderatorin, Schauspielerin und Fotomodell
- 1979: Björn Anklev, schwedischer Fußballspieler
- 1979: Gréta Arn, ungarische Tennisspielerin
- 1979: Ivica Križanac, kroatischer Fußballspieler
- 1979: J-Luv, deutscher Soulsänger
- 1979: Meghann Shaughnessy, US-amerikanische Tennisspielerin
- 1980: Ryan Carter, US-amerikanischer Komponist
- 1980: Jana Cova, tschechische Pornodarstellerin und Fotomodell
- 1980: Hanka Kliese, deutsche Politologin und Politikerin (SPD)

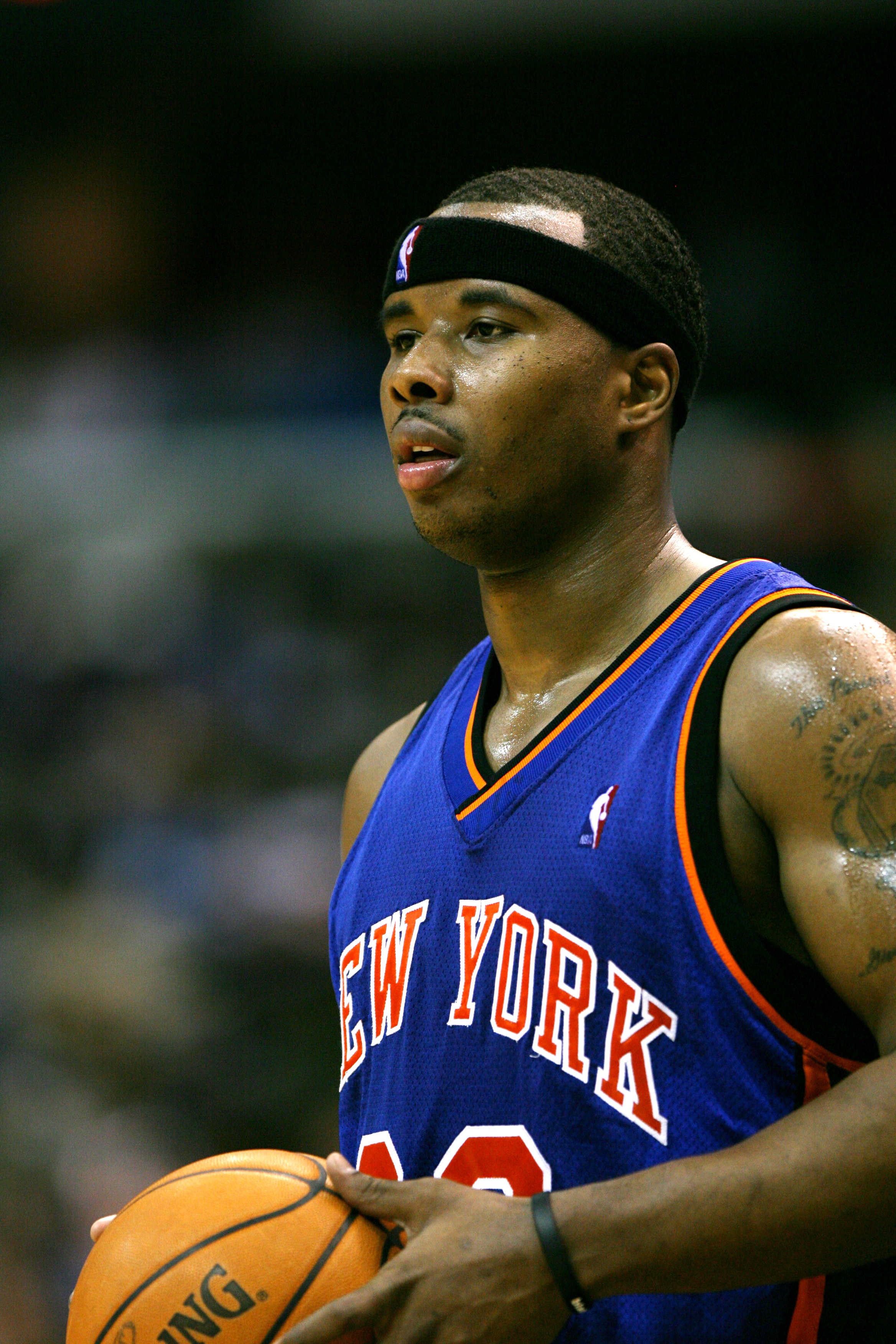
Quentin Richardson (* 1980)

- 1980: Quentin Richardson, US-amerikanischer Basketballspieler
- 1981: Jimmie Augustsson, schwedischer Fußballspieler
- 1981: Simon Greul, deutscher Tennisspieler
- 1981: Jennifer Meier, deutsche Fußballspielerin
- 1981: Matjaž Mlakar, slowenischer Handballspieler
- 1981: Martin Pohl, deutscher Fußballspieler
- 1982: Rico Göde, deutscher Handballspieler
- 1982: Jennah Karthes, deutsche Schauspielerin und Schlagersängerin
- 1983: Schalk Burger, südafrikanischer Rugbyspieler
- 1983: Nicole Cooke, britische Radsportlerin
- 1983: Philipp Heerwagen, deutscher Fußballspieler
- 1983: Christian Löber, deutscher Schauspieler
- 1983: Tian Zhandong, chinesischer Skispringer
- 1984: Jarmo Ahjupera, estnischer Fußballspieler
- 1984: Karolina Lodyga, deutsche Schauspielerin
- 1985: Gina Lewandowski, US-amerikanische Fußballspielerin
- 1987: Fabián Monzón, argentinischer Fußballspieler
- 1988: Anderson Luís de Abreu Oliveira, brasilianischer Fußballspieler

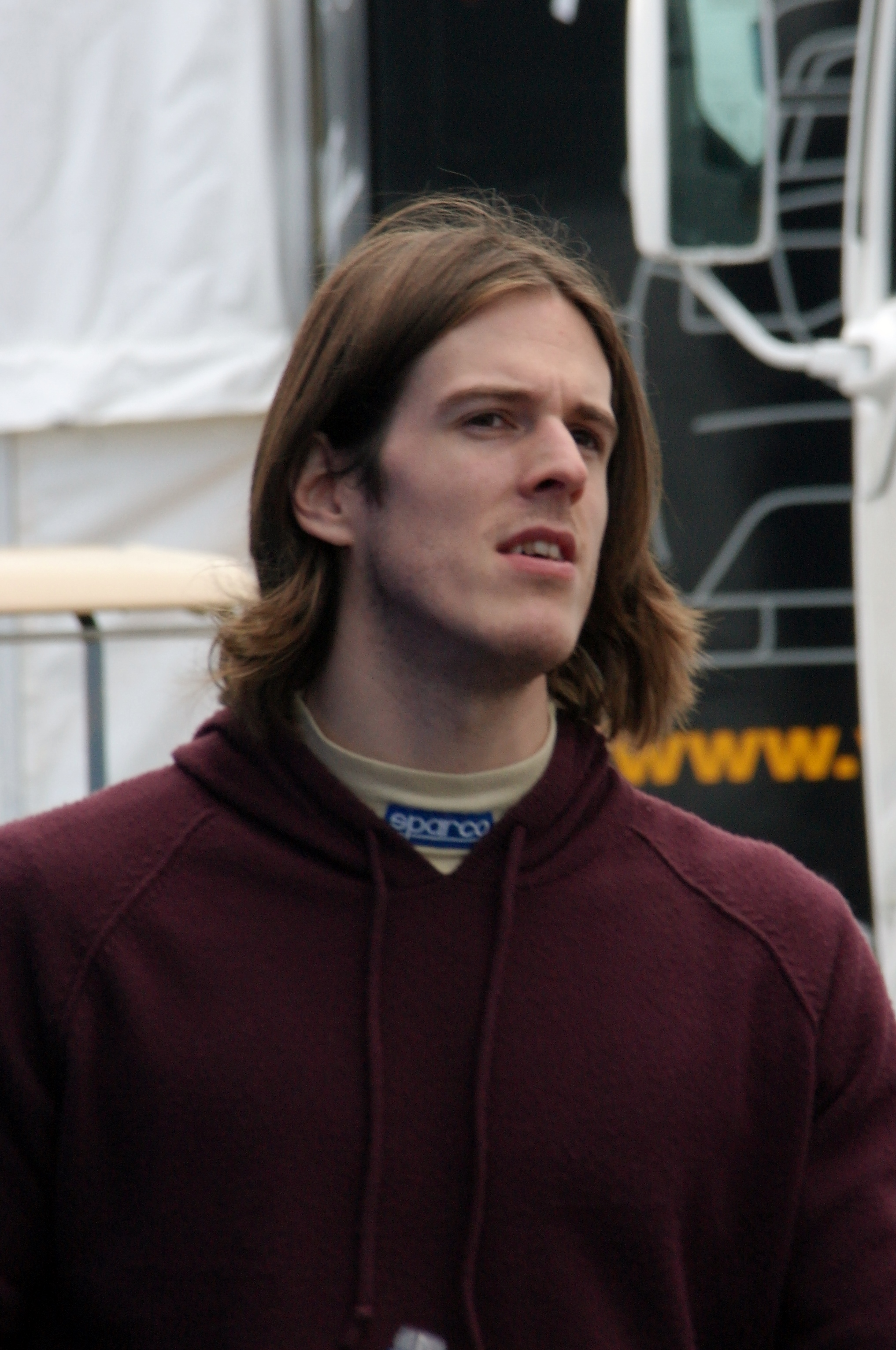
Will Bratt (* 1988)

- 1988: Will Bratt, britischer Rennfahrer
- 1988: Máximo Cortés, spanischer Rennfahrer
- 1988: Michele Rizzi, italienisch-deutscher Fußballspieler
- 1988: Hélder Maurílio da Silva Ferreira, brasilianischer Fußballspieler
- 1988: Jernar Tschimbajew, kasachischer Billardspieler
- 1988: Allison Williams, US-amerikanische Schauspielerin
- 1989: Dong Dong, chinesischer Trampolinturner
- 1989: Rick Okon, deutscher Schauspieler
- 1990: Finch, deutscher Musiker
- 1990: Lodovica Comello, italienische Schauspielerin, Sängerin und Tänzerin
- 1991: David Amoo, englischer Fußballspieler
- 1991: Peter Andersson, schwedischer Eishockeyspieler
- 1991: Daniel Ginczek, deutscher Fußballspieler
- 1991: Dylan Penn, US-amerikanisches Model und Schauspielerin
- 1991:  Alexander Meyer, deutscher Fußballspieler
- 1992: Emma Degerstedt, US-amerikanische Schauspielerin
- 1993: DeAndre Houston-Carson, US-amerikanischer American-Football-Spieler
- 1993: Hannah Marks, US-amerikanische Schauspielerin
- 1993: Tony Wroten, US-amerikanischer Basketballspieler
- 1994: Kasper Antonsen, dänischer Badmintonspieler
- 1994: Laurynas Kulikas, deutscher Fußballspieler
- 1994: Ricarda Lobe, deutsche Leichtathletin
- 1995: Uljana Podpalnaja, russische Badmintonspielerin
- 1996: Marko Grujić, serbischer Fußballspieler
- 1996: Lisa Stoll, Schweizer Alphornsolistin
- 1998: Sabrina Simader, kenianische Skirennläuferin
- 1999: Alessandro Bastoni, italienischer Fußballspieler

### 21. Jahrhundert
- 2001: Noah Katterbach, deutscher Fußballspieler
- 2002: Jeanne Richard, französische Biathletin
- 2005: Hannah Etzold, deutsche Fußballspielerin

## Gestorben

### Vor dem 16. Jahrhundert
- 0585: Hermenegild, westgotischer Königssohn
- 0814: Krum, bulgarischer Khan
- 0861: Answin von Camerino, Bischof
- 0949: Jeongjong, 3. König des Goryeo-Reiches in Korea
- 0989: Bardas Phokas der Jüngere, byzantinischer Feldherr und Usurpator
- 1093: Wsewolod I. Jaroslawitsch, Großfürst der Kiewer Rus
- 1099: Konrad, Bischof von Utrecht
- 1113: Ida von Lothringen, Mutter des Gottfried von Bouillon, Heilige
- 1125: Richwin, Bischof von Naumburg
- 1135: Friedrich von Stade, Graf von Stade
- 1141: Engelbert, Herzog von Kärnten
- 1143: Chuniza von Giech, fränkische Gräfin
- 1171: Konrad I., Bischof von Worms
- 1178: Sebastiano Ziani, Doge von Venedig
- 1213: Guido von Thouars, Herzog von Bretagne
- 1249: Leutold I., steirischer Ministeriale
- 1275: Eleanor von England, englische Prinzessin aus dem Hause Plantagenet
- 1340: Berthold VII., Graf von Henneberg-Schleusingen
- 1352: Apetzko Deyn von Frankenstein, Bischof von Lebus
- 1353: Hermann IX., Markgraf von Baden zu Eberstein
- 1369: Heinrich V., Herzog von Glogau, Sagan und Steinau
- 1377: Guillaume de Machaut, französischer Komponist und Dichter
- 1428: Otto III., Graf von Hoya
- 1435: Kasimir V., Herzog von Pommern
- 1445: Ludwig VIII, Herzog von Bayern-Ingolstadt
- 1466: Albrecht Pfister, deutscher Buchdrucker und Verleger
- 1466: Burkhard II. von Randegg, Bischof von Konstanz
- 1478: Günther Zainer, deutscher Buchdrucker der Inkunabelzeit
- 1479: Niklas von Wyle, deutscher Schriftsteller und Übersetzer

### 16. bis 18. Jahrhundert
- 1550: Johann von Malentein, Bischof von Seckau
- 1565: Bernardo Navagero, Kardinal der Römisch-Katholischen Kirche
- 1577: Konrad Hubert, deutscher evangelischer Theologe und Reformator
- 1592: Bartolomeo Ammanati, italienischer Bildhauer und Baumeister
- 1597: Clas Eriksson Fleming, schwedischer Admiral
- 1615: Giovanni de Vecchi, italienischer Maler
- 1618: Johann Fladenstein, deutscher Jurist
- 1622: Katharina Kepler, Mutter von Johannes Kepler und Angeklagte in einem Hexenprozess
- 1624: Ernst Cothmann, deutscher Jurist und Rechtswissenschaftler
- 1638: Henri II. de Rohan, französischer Hugenottenführer und Feldherr im Dreißigjährigen Krieg
- 1648: Martin Faber, Architekt, Kunstmaler, Kartograf und Ratsherr von Emden
- 1665: Wilhelm Ludwig, Fürst von Anhalt-Köthen
- 1667: Carlo Martino Carlone, italienischer Baumeister
- 1672: Margarete von Lothringen, Herzogin von Orléans
- 1691: Thomas Bromley, englischer Mystiker
- 1691: Melchor de Navarra y Rocafull, spanischer Kolonialverwalter und Vizekönig von Peru

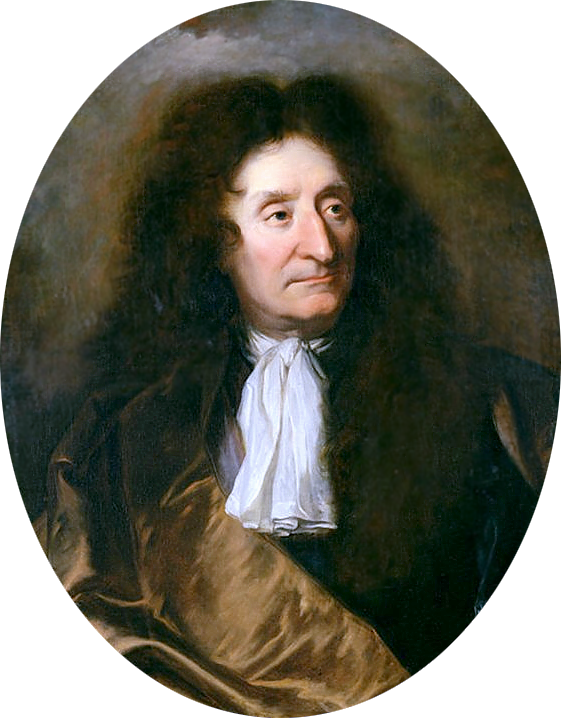
Jean de La Fontaine († 1695)

- 1695: Jean de La Fontaine, französischer Poet und Schriftsteller
- 1705: Balthasar Ableithner, deutscher Bildhauer
- 1710: Johann Peter von Quentell, deutscher Weihbischof und Generalvikar im Bistum Münster
- 1716: Arthur Herbert, 1. Earl of Torrington, englischer Peer und Politiker
- 1716: Johann Jakob Müller, deutscher Moralphilosoph
- 1721: Johann van Ghelen, flämischer Buchdrucker in Wien
- 1726: Johannetta Antoinetta Juliana von Sachsen-Eisenach, Herzogin von Sachsen-Weißenfels
- 1726: Antonio Palomino de Castro y Velasco, spanischer Maler
- 1726: Friedrich I. Vitzthum von Eckstädt, sächsischer Diplomat
- 1728: Samuel Molyneux, britischer Politiker und Astronom
- 1728: Johann Christoph Schmidt, deutscher Komponist
- 1742: Giovanni Veneziano, neapolitanischer Komponist und Organist
- 1743: Eleonore Charlotte von Württemberg-Mömpelgard, Herzogin von Württemberg-Oels
- 1748: Pierre Roques, französisch-schweizerischer evangelischer Geistlicher
- 1758: Borommakot, König von Siam
- 1759: Johann Casimir von Isenburg-Birstein, deutscher Heerführer
- 1763: Christian Zell, deutscher Cembalobauer
- 1764: Nicola Fiorenza, italienischer Violinist und Komponist
- 1766: Friedrich Wilhelm Beelen, Schöffe und Bürgermeister der Reichsstadt Aachen
- 1773: Giacomo Fontana, polnischer Architekt
- 1786: Josiah Martin, letzter britischer Kolonialgouverneur von North Carolina
- 1793: Friedrich Karl, Fürst von Schwarzburg-Rudolstadt
- 1793: Maria Viktoria Pauline von Arenberg, Markgräfin von Baden-Baden
- 1794: Nicolas Chamfort, französischer Schriftsteller
- 1794: Pierre-Gaspard Chaumette, Politiker während der französischen Revolution
- 1794: Lucile Desmoulins, Gattin von Camille Desmoulins
- 1794: Arthur Dillon, französischer General
- 1797: Jakob von Bernuth, deutscher Beamter

### 19. Jahrhundert
- 1801: Antoine de Rivarol, französischer Schriftsteller
- 1802: Johann Joseph Imhoff, deutscher Bildhauer
- 1805: Pietro Arduino, italienischer Botaniker
- 1807: Maria Theresia von Neapel-Sizilien, letzte Kaiserin des Heiligen Römischen Reiches und erste Kaiserin von Österreich
- 1808: Georg Adam Eger, deutscher Maler
- 1808: Joseph Maria Schneidt, deutscher Jurist, Hochschullehrer und Historiker
- 1825: Joseph Gelinek, tschechischer Komponist und Pianist
- 1825: Christoph Casimir Lerche, Generalstabsarzt und Leibarzt des russischen Kaisers Alexander I.
- 1826: Franz Danzi, deutscher Komponist, Kapellmeister und Violoncellist
- 1827: Hugh Clapperton, britischer Afrikaforscher
- 1831: Ferdinand Kauer, österreichischer Komponist und Dirigent
- 1831: Traugott August Seyffarth, deutscher Theologe
- 1832: Jacques Augustin, französischer Maler

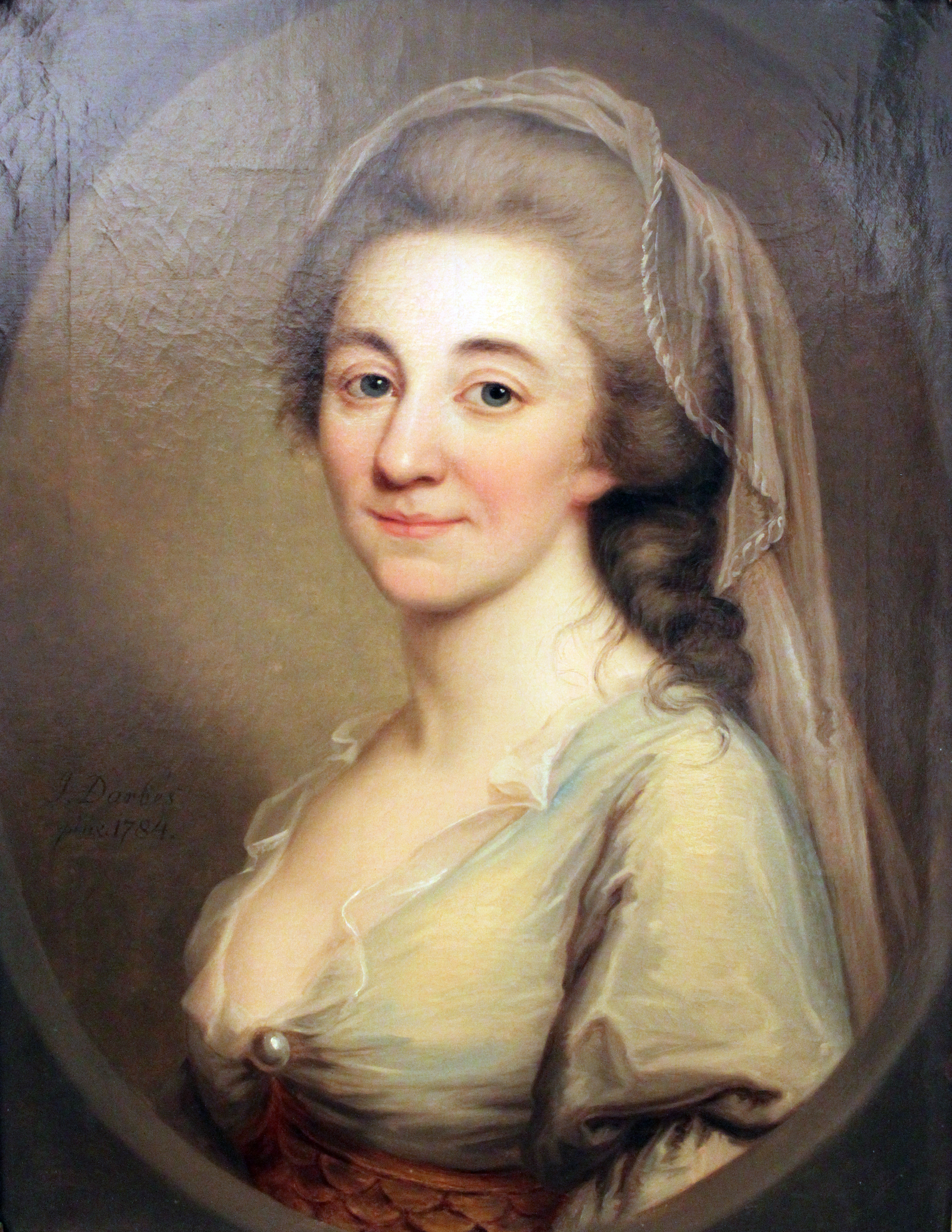
Elisa von der Recke († 1833)

- 1833: Elisa von der Recke, deutsche Dichterin und Schriftstellerin
- 1837: Sebastian Scharnagel, deutscher Maler
- 1840: Ferdinand Otto Vollrath Lawätz, deutsch-dänischer Jurist, Gutsbesitzer, Autor und Beamter
- 1842: Wilhelm August Lampadius, deutscher Hüttenchemiker, Chemiker und Agronom
- 1849: Théophile Marion Dumersan, französischer Bühnenautor und Lyriker, Librettist und Numismatiker
- 1853: Leopold Gmelin, deutscher Chemiker
- 1857: François-André Isambert, französischer Jurist und Politiker
- 1858: Carl Hasenpflug, deutscher Maler
- 1858: Ignacij Knoblehar, slowenischer Missionar
- 1861: Felix Mießl, österreichischer Kommunalpolitiker, Bürgermeister von Wiener Neustadt
- 1864: Johann Gottlob Schneider junior, deutscher Komponist und Organist
- 1867: Johann Joseph Rosenbaum, deutscher katholischer Geistlicher und Theologe
- 1868: Theodor II., Kaiser von Äthiopien
- 1869: Barbu Dimitrie Știrbei, Fürst der Walachei
- 1872: Thomas Vowler Short, britischer Geistlicher und Schriftsteller
- 1882: Bruno Bauer, deutscher Philosoph, Bibelkritiker und Schriftsteller
- 1886ː Anna Louisa Geertruida Bosboom-Toussaint, niederländische Schriftstellerin
- 1886: Károly Thern, ungarischer Komponist
- 1887: Edouard Millault, französischer Komponist, Violinist und Musikpädagoge
- 1889: John Palmer Usher, US-amerikanischer Politiker
- 1890: Johann Joachim Schlegel, deutscher Unternehmer, Gründer der Schlegel Brauerei AG in Bochum
- 1892: Eugène Manet, Bruder des Malers Édouard Manet und Ehemann der Malerin Berthe Morisot
- 1894ː Marie Carandini, britische Opernsängerin
- 1894: Joseph Brevard Kershaw, US-amerikanischer Offizier, Rechtsanwalt und Politiker
- 1894: Philipp Spitta, deutscher Musikwissenschaftler und Bachbiograph
- 1900: Rosa Herzfeld-Link, deutsche Schauspielerin

### 20. Jahrhundert

#### 1901–1950
- 1902ː Pauline Soltau, deutsche Geigerin und Porträtmalerin
- 1904: Michail Petrowitsch Wassiljew, Kommandant des ersten russischen Eisbrechers
- 1904: Stepan Ossipowitsch Makarow, russischer Admiral und Polarforscher
- 1904ː Jenny Rauch, deutsche Theaterschauspielerin
- 1904: Saitō Ryokuu, japanischer Schriftsteller

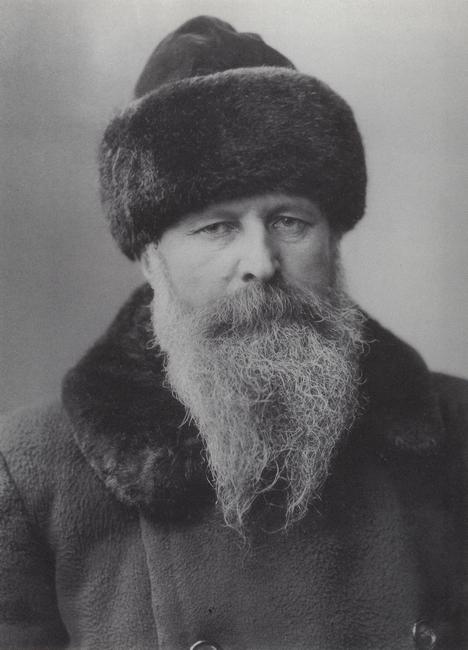
Wassili Wereschtschagin († 1904)

- 1904: Wassili Wassiljewitsch Wereschtschagin, russischer Maler
- 1908: Emil Gött, deutscher Dichter und Schriftsteller
- 1910: Mary Anne Atwood, englische Autorin
- 1910: Julius Blüthner, deutscher Klavierbauer
- 1911: Konrad Koch, deutscher Pädagoge und Fußballpionier
- 1914: Adolf Fischer, österreichischer Kunstsammler und Stifter in Köln
- 1915: Pauline Arndt, deutsche Schriftstellerin
- 1918: Lawr Georgijewitsch Kornilow, russischer General
- 1920: Takaki Kanehiro, japanischer Marinearzt
- 1921: Theodor Leutwein, deutscher Gouverneur von Deutsch-Südwestafrika

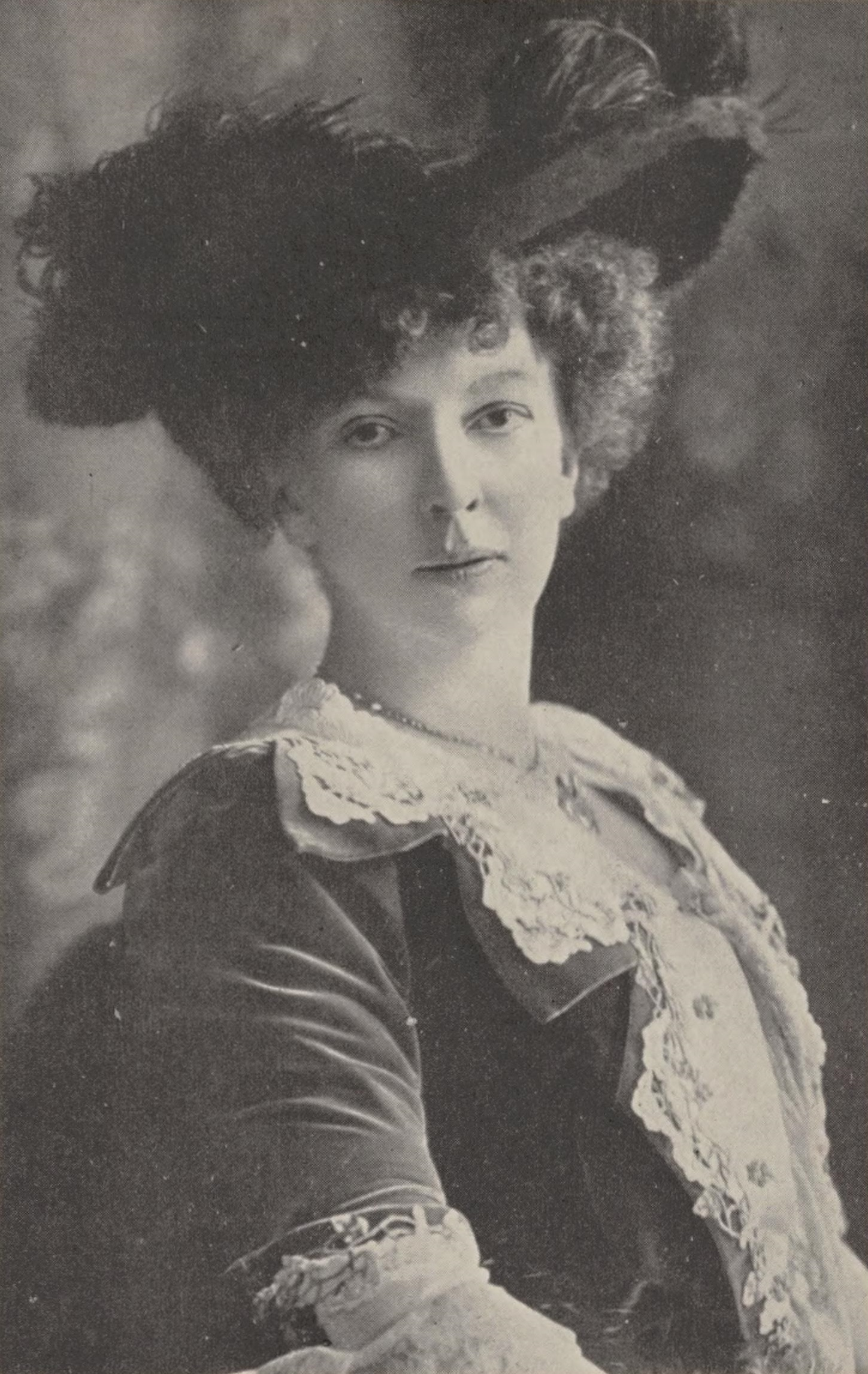
Cécile Chaminade († 1944)

- 1923: Willem Witsen, niederländischer Fotograf, Maler und Schriftsteller
- 1925ː Anna von Welck, 47. Äbtissin des Klosters Drübeck
- 1926: Werner Kaiser, Schweizer Jurist und Politiker
- 1928: Hedwig Bender, deutsche Philosophin
- 1929: Joseph Weldon Bailey, US-amerikanischer Politiker
- 1930: Isidor Mautner, österreichischer Großindustrieller
- 1941: Annie Jump Cannon, US-amerikanische Astronomin
- 1942; John Cecil Noël, britischer Militär und Autorennfahrer
- 1943: Oskar Schlemmer, deutscher Maler, Bildhauer und Bühnenbildner
- 1944: Cécile Chaminade, französische Komponistin und Pianistin
- 1945: Ernst Cassirer, deutsch-schwedischer Philosoph
- 1945: Carl Moll, österreichischer Maler des Jugendstils
- 1945: Aarne Michaël Tallgren, finnischer Prähistoriker
- 1947: Jean Chassagne, französischer Autorennfahrer
- 1949: Marie-Louise Berneri, italienische Autorin und Anarchistin

#### 1951–2000

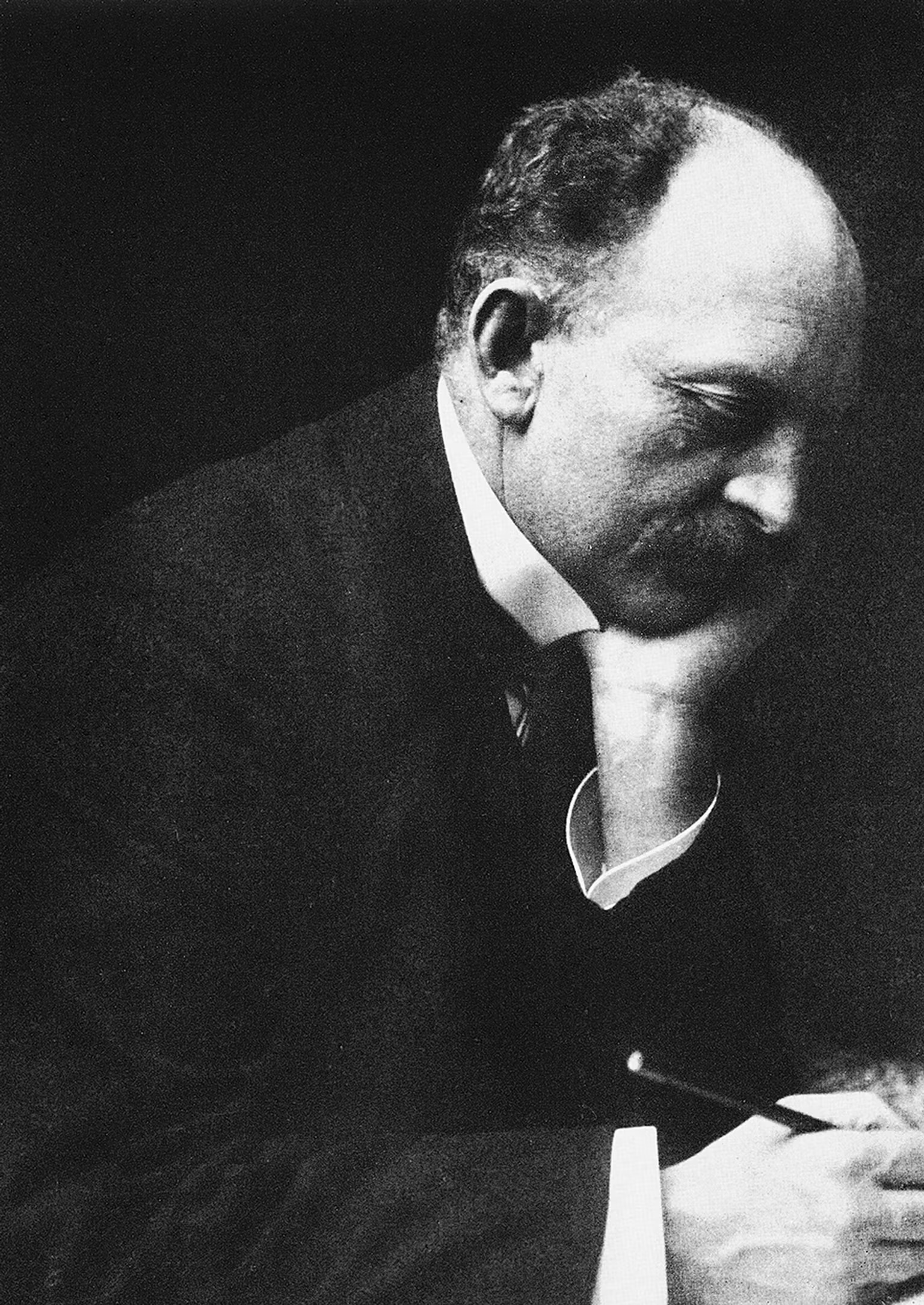
Emil Nolde († 1956)

Christian Stock († 1967)

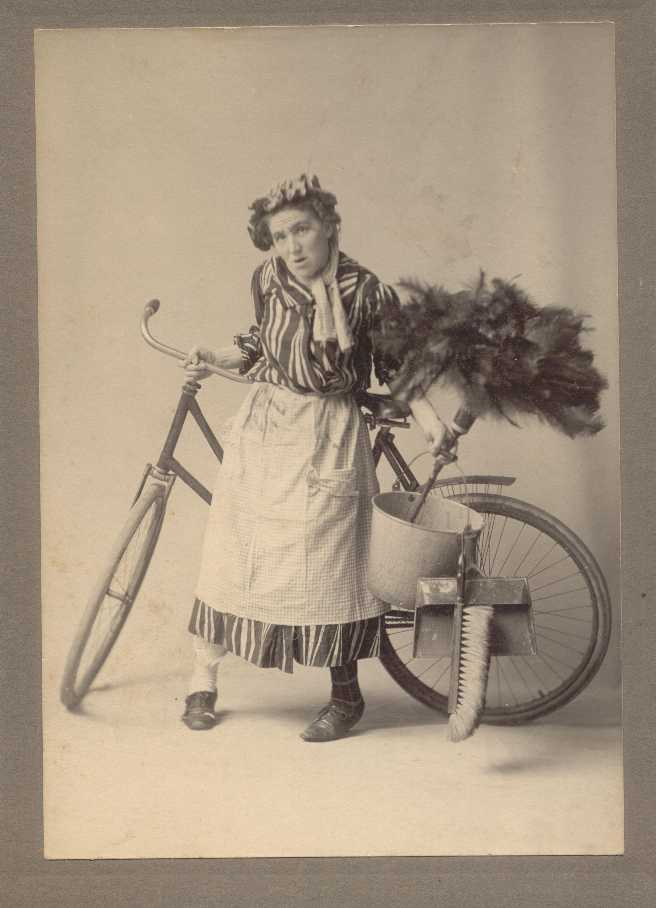
Margaret Gast († 1968)

- 1955: Sybille Schmitz, deutsche Schauspielerin
- 1956: Alfred Birlem, deutscher Fußballschiedsrichter
- 1956: Emil Nolde, deutsch-dänischer Maler des Expressionismus
- 1957: Richard Riemerschmid, deutscher Architekt
- 1958: Raúl Hugo Espoile, argentinischer Komponist
- 1959: Eduard van Beinum, niederländischer Dirigent
- 1959: Friedrich Nowack, deutscher Politiker
- 1959: Karl Wilhelm Meissner, deutsch-US-amerikanischer Physiker
- 1961: Edmond Pichon, französischer Autorennfahrer
- 1964: Veit Harlan, deutscher Schauspieler und Regisseur
- 1965: Gottlob Schrenk, deutscher evangelischer Geistlicher und Hochschullehrer
- 1966: Abd as-Salam Arif, Staatspräsident des Irak
- 1966: Carlo Carrà italienischer Maler
- 1966: Felix Graf von Luckner, deutscher Seefahrer und Schriftsteller
- 1966: Georges Duhamel, französischer Schriftsteller
- 1967: Christian Stock, deutscher Politiker, Ministerpräsident von Hessen
- 1967: Karl Panzenbeck, österreichischer Humorist
- 1968ː Margaret Gast, US-amerikanische Radrennfahrerin
- 1968: Pericle Patocchi, Schweizer Schriftsteller und Lehrer
- 1970: Käthe Ephraim Marcus, deutsch-israelische Malerin und Bildhauerin
- 1972: Alina de Silva, peruanische Sängerin und Schauspielerin
- 1972: Jóhannes Sveinsson Kjarval, isländischer Maler
- 1972: Elsie Wisdom, britische Autorennfahrerin
- 1973: Mário Roberto Emmett Anglim, US-amerikanischer Ordensgeistlicher
- 1973: Henry Darger, US-amerikanischer Outsider-Art-Künstler
- 1973: Raymond Gaillard, französischer Unternehmer und Autorennfahrer
- 1975: Lee Man-hee, südkoreanischer Regisseur
- 1976: Sabri al-Asali, syrischer Politiker

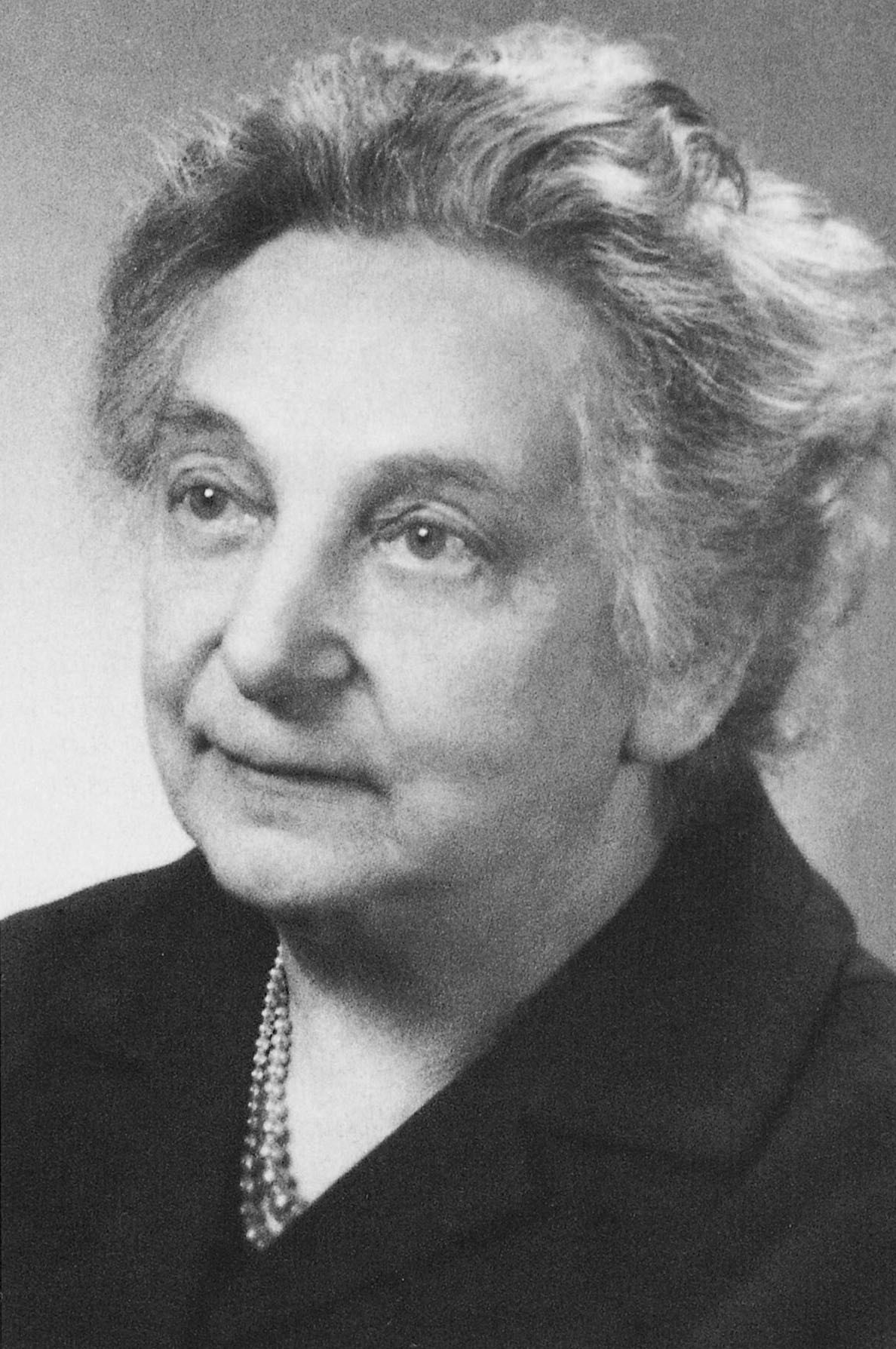
Clara Sahlberg († 1977)

- 1977ː Clara Sahlberg, deutsche Gewerkschafterin und Widerstandskämpferin gegen den Nationalsozialismus
- 1977: Hans Kudszus, deutscher Aphoristiker
- 1978: Jack Chambers, kanadischer Maler
- 1980: Fritz Meyer, deutscher Politiker
- 1980: Karl Stegger, dänischer Schauspieler
- 1983: Sergo Iskanderowitsch Ambarzumjan, sowjetischer Gewichtheber
- 1983: Olle Källgren, schwedischer Fußballspieler
- 1984: Ralph Kirkpatrick, US-amerikanischer Cembalist
- 1986: Dorothy Ashby, US-amerikanische Jazz-Harfenistin und Komponistin
- 1986: Hans Fleischer, deutscher Automobilkonstrukteur und Fahrzeugdesigner
- 1987: Fridolin Aichner, deutsch-mährischer Lehrer und Schriftsteller
- 1987: Herbert Blumer, US-amerikanischer Soziologe
- 1987: Gholam Hossein Bigjekhani, iranischer Tarspieler

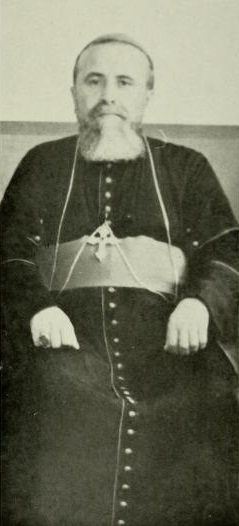
Paul Cheikho († 1989)

- 1989: Paul Cheikho, irakischer Geistlicher, Patriarch von Babylon
- 1989: Erich Herrmann, deutscher Feldhandballspieler
- 1990: Hans Reinerth, deutscher Archäologe
- 1991: Ernst Bokon, österreichischer Fußballer
- 1991: Wilhelm Lanzky-Otto, dänischer Hornist und Professor
- 1993: Francisc Munteanu, rumänischer Schriftsteller, Filmregisseur und Drehbuchautor
- 1993: Henning Schwarz, deutscher Politiker, Ministerpräsident von Schleswig-Holstein
- 1995: John Austrheim, norwegischer Wirtschaftsmanager und Politiker
- 1996: James Burke, irischstämmiger US-amerikanischer Gangster
- 1999: Edith Anderson, US-amerikanische Journalistin und Schriftstellerin
- 1999: Ortvin Sarapu, neuseeländischer Schachspieler
- 1999: Willi Stoph, deutscher Politiker, Staatsratsvorsitzender in der DDR
- 2000: Giorgio Bassani, italienischer Schriftsteller und Publizist

### 21. Jahrhundert
- 2002: Ivan Desny, französisch-deutscher Schauspieler
- 2002: Franz Krienbühl, Schweizer Eisschnellläufer
- 2003: Carlos Duarte, venezolanischer Komponist und Pianist
- 2003: Gottfried Schreiber, deutscher Veterinärmediziner und Standespolitiker
- 2004: Elden C. Bailey, US-amerikanischer Perkussionist und Musikpädagoge
- 2005: Alessandro Assolari, italienischer Bischof
- 2005: Johnnie Johnson, US-amerikanischer Musiker und Komponist
- 2005: Robert Kirby, US-amerikanischer Autorennfahrer
- 2006: Anders Andersen, dänischer Landwirt und Politiker
- 2006: Bill Baker, US-amerikanischer Baseballspieler
- 2006: Muriel Spark, britische Schriftstellerin
- 2007: Peter Beil, deutscher Schlagersänger, Trompeter, Komponist und Bandleader
- 2007: Marion Yorck von Wartenburg, deutsche Juristin und Richterin, Widerstandskämpferin gegen den Nationalsozialismus

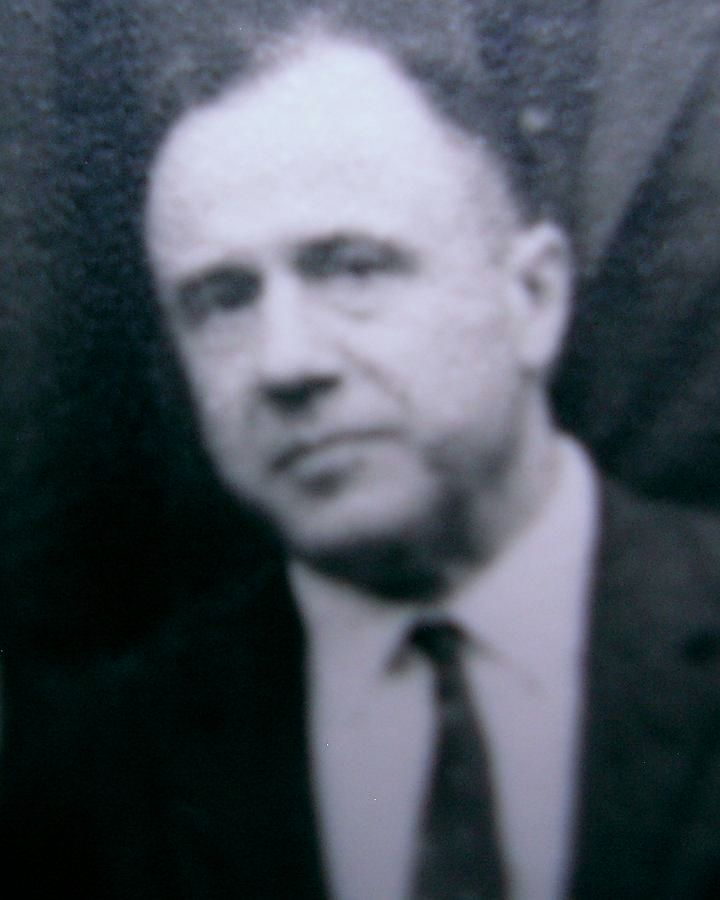
John Archibald Wheeler († 2008)

- 2008: John Archibald Wheeler, US-amerikanischer Physiker
- 2009: Stefan Brecht, US-amerikanischer Philosoph und Schriftsteller
- 2009: Abel Paz, spanischer Widerstandskämpfer und Schriftsteller
- 2010: Gerhard Zemann, österreichischer Schauspieler
- 2012: Heinz Holecek, österreichischer Bassbariton-Sänger (Oper, Operette, Wienerlied), Schauspieler, Parodist und Entertainer
- 2013: József Gémes, ungarischer Animator, Filmregisseur und Drehbuchautor
- 2014: Emma Castelnuovo, italienische Mathematikpädagogin
- 2015: Eduardo Galeano, uruguayischer Journalist und Schriftsteller
- 2015: Günter Grass, deutscher Schriftsteller und bildender Künstler
- 2015ː Estera Raab, polnische Überlebende des Vernichtungslagers Sobibór
- 2016: Pedro de Felipe, spanischer Fußballspieler
- 2016: Mariano Mores, argentinischer Tango-Komponist und -Dirigent
- 2017: Klaus Otto Nass, deutscher Politiker, Verwaltungsbeamter und Jurist
- 2017: Sigrid Roth, deutsche Schauspielerin
- 2017: Gerhard Spiteller, österreichischer Naturstoffchemiker
- 2018: Zbigniew Bujarski, polnischer Komponist und Maler
- 2018: Heinrich Ferenczy, österreichischer Benediktinerabt
- 2018: Miloš Forman, tschechoslowakisch-US-amerikanischer Filmregisseur
- 2019: Tony Buzan, britischer Autor
- 2019: Paul Raymond, britischer Keyboarder und Gitarrist
- 2021: Walter Prior, österreichischer Politiker
- 2021: Ruth Roberta de Souza, brasilianische Basketballspielerin
- 2022: Letizia Battaglia, italienische Fotografin
- 2022: Michel Bouquet, französischer Schauspieler
- 2022: Wolfgang Fahrian, deutscher Fußballspieler
- 2022: Alex Gilady, israelischer Journalist und Sportfunktionär
- 2022: Francesco Glorioso, italienischer Ruderer
- 2022: Freddy Rincón, kolumbianischer Fußballspieler
- 2022: Thomas Rosenlöcher, deutscher Schriftsteller und Lyriker

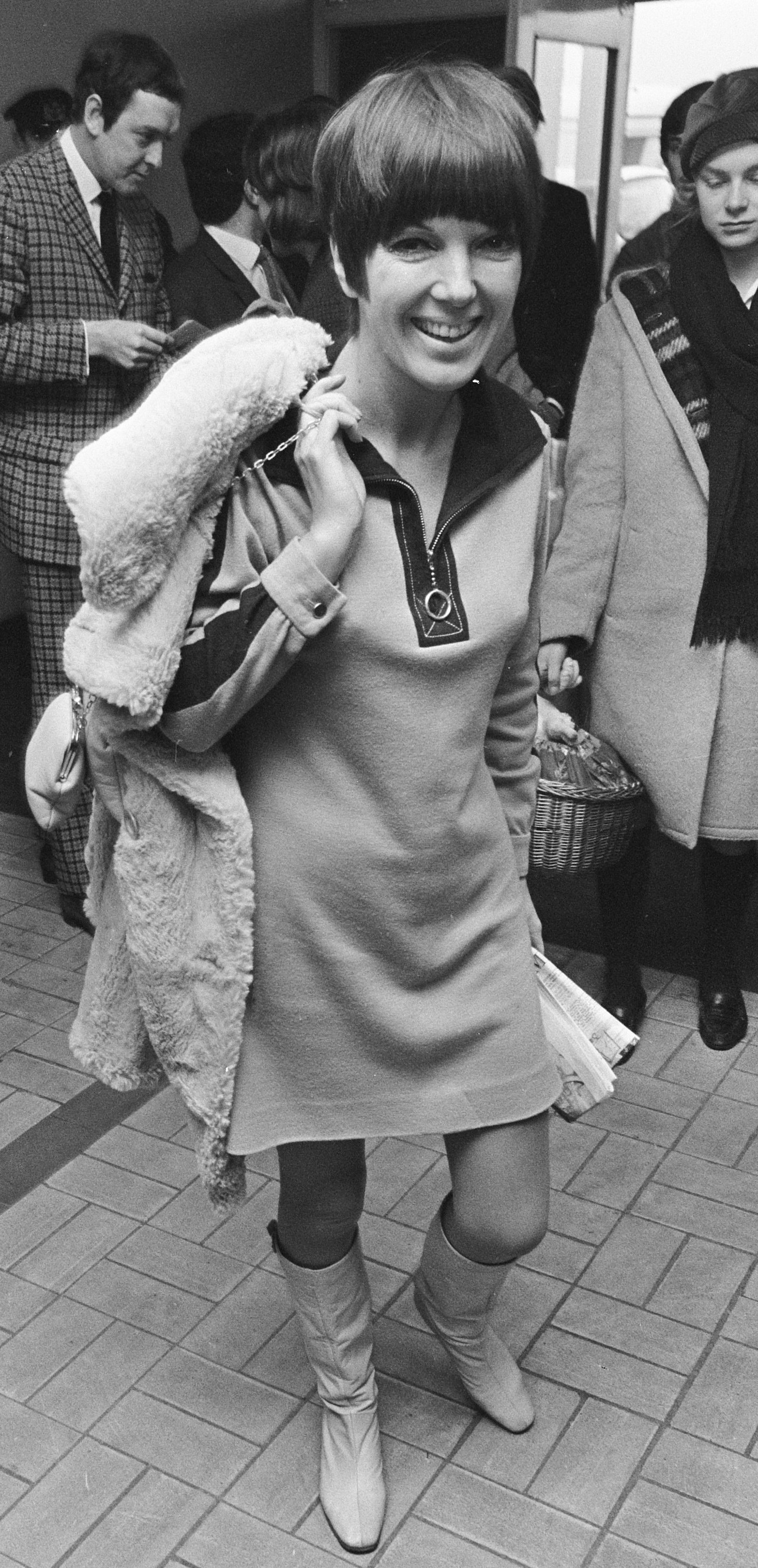
Mary Quant († 2023)

- 2023: Mary Quant, britische Modedesignerin, gilt als Erfinderin des Minirocks
- 2023: Wilhelm Romatzeck, deutscher Brigadegeneral
- 2023: Fred Gehler, deutscher Filmkritiker und Filmpublizist
- 2023: Julia Ituma, italienische Volleyballspielerin
- 2024ː Joanna Dworakowska, polnische Schachspielerin
- 2024: Lorenzo Palomo, spanischer Komponist
- 2024ː Faith Ringgold, US-amerikanische Malerin und Künstlerin
- 2025: Mario Vargas Llosa, peruanischer Schriftsteller und Politiker
- 2025ː Jean Marsh, britische Schauspielerin und Drehbuchautorin

## Feier- und Gedenktage
- Kirchliche Gedenktage
  - Konrad Hubert, deutscher Pfarrer und Liederdichter (evangelisch)
  - Hl. Martin I., italienischer Märtyrer und Papst (katholisch)
  - Hl. Pusei, persischer Kuropalates und Märtyrer (armenisch)
- Namenstage
  - Martin
- Staatliche Feier- und Gedenktage
  - Laos, Thailand: Beginn des Songkran

Weitere Einträge enthält die Liste von Gedenk- und Aktionstagen.